# جامعة شمال فلوريدا
جامعة شمال فلوريدا (بالإنجليزية: University of North Florida)‏ اختصارا (UNF) هي جامعة عامة في جاكسونفيل، فلوريدا. وهي جزء من نظام جامعة ولاية فلوريدا وهو معتمد من قبل لجنة كليات الرابطة الجنوبية للكليات والمدارس لمنح درجات البكالوريا والماجستير والدكتوراه. يتألف حرمها الجامعي من 1300 فدان وسط محمية طبيعية في ساوثسايد في جاكسونفيل. الرئيس المؤقت هو باميلا س. تشالي حتى يتم اختيار رئيس جديد من قبل مجلس الأمناء.
تأسست جامعة شمال فلوريدا في عام 1965 وبدأت في تقديم دروس في عام 197. تم تصنيف جامعة ولاية فلوريدا في البداية على أنها كلية قسم عليا للصغار وكبار السن. بدأت في قبول الطلاب الجدد في عام 1984. يتم تنظيم مؤسسة الأمم المتحدة في ست كليات، خمس منها تقدم برامج للحصول على درجة البكالوريوس والدراسات العليا، بما في ذلك برامج درجة الدكتوراه، مع برامج الأعمال المشهورة، والبيولوجيا الساحلية، والتمريض، والتغذية، والموسيقى. تشمل برامج الدكتوراه المقدمة من خلال كلية بروكس للصحة في مؤسسة الأمم المتحدة، الدكتوراه في التغذية السريرية، وبي اس ان ودي ان بي في ممرض الأسرة الممارس، وبي اس ان في التخدير الممرض، وطبيب ما بعد ام اس ان لممارسة التمريض، وطبيب ما بعد ام اس ان لممارسة التمريض في الطب النفسي - الصحة العقلية وطبيب العلاج الطبيعي. تقدم كلية التربية والخدمات الإنسانية درجة الاختصاصي في القيادة التربوية ودكتوراه التربية في القيادة التربوية. يقيم معظم الطلاب خارج الحرم الجامعي، على الرغم من وجود ستة مناطق للسكن داخل الحرم الجامعي. في عام 2006، أصبح مبنى العلوم الاجتماعية أول منشأة تحصل على شهادة لييد في شمال شرق فلوريدا، بالإضافة إلى أول مبنى «أخضر» في الحرم الجامعي. اعتبارًا من عام 2010، تم اعتماد خمسة مبانٍ في الحرم الجامعي من قبل مجلس المباني الخضراء الأمريكي.
تضم الجامعة أكثر من 200 نادي ومنظمة للطلاب بالإضافة إلى حكومة طلابية نشطة وحياة يونانية. تصدر صحيفة
الشراع التي يديرها الطلاب شهريًا. تُعرف فرق ألعاب القوى بين الكليات بالجامعة باسم اوسبراي، وهي أعضاء في مؤتمر الرابطة الوطنية لرياضة الجامعات في ان سي اه اه القسم الأول.

## التاريخ
تأسست الجامعة عام 1969 على 1,000 أكر (4.0 كـم2) منتصف الطريق بين وسط مدينة جاكسونفيل وشواطئ جاكسونفيل تم تخصيصها للحرم الجامعي، 500 أكر (2.0 كـم2) تم التبرع بها من قبل عائلة سكينر في جاكسونفيل. حتى هذا الوقت، كانت مؤسسة التعليم العالي الوحيدة الممولة من القطاع العام هي كلية فلوريدا المجتمعية في جاكسونفيل. بدأ تشييد الفصول الدراسية والمباني في عام 1971 وافتتحت مؤسسة الأمم المتحدة في خريف عام 1972 مع تسجيل أولي لـ 2.027 طالبًا صغارًا وكبارًا وطلاب دراسات عليا، بدعم من 117 عضو هيئة تدريس وأكثر من 150 موظفًا. في الأصل، مثل مؤسسات ولاية فلوريدا الأخرى التي افتتحت في هذا الوقت تقريبًا، تم تصنيف مؤسسة الأمم المتحدة على أنها كلية «عليا»، مما يعني أنها ستسجل فقط طلاب الصفوف العليا وطلاب الدراسات العليا.
تخرجت جامعة شمال فلوريدا 35 طالبًا في عام 1973. كانت المدرسة سريعة في التوسع وتم اعتمادها من قبل الرابطة الجنوبية للكليات والمدارس في عام 1974. تم تبني تعويذة المدرسة، أوسبري، في نوفمبر 1979 على خيارات أخرى مثل أرماديلو وخروف البحر وطيور النورس. تُعرف إصدارات الذكور والإناث من التميمة باسم اوزي وهيريت.
في عام 1980، كان هناك جهد تشريعي لدمج جامعة شمال فلوريدا مع جامعة فلوريدا ولكن تم رفض مشروع قانون يقترح ذلك من قبل الحاكم بوب جراهام. تم قبول الطلاب الجدد وطلاب السنة الثانية للمرة الأولى في عام 1984. تجاوز عدد المسجلين في جامعة شمال فلوريدا 10000 في عام 1995،  وفي ربيع عام 2000 حطم سجل بدء الدراسة، حيث تخرج أكثر من 1,000 طالب.
شهد العقد الأول من القرن الحادي والعشرين تطورًا كبيرًا في الحرم الجامعي حيث تم بناء العديد من المباني الجديدة بما في ذلك مبنى العلوم الاجتماعية ومبنى العلوم والهندسة وكلية التعليم والخدمات الإنسانية ومركز الفنون الجميلة واتحاد طلاب جون إيه ديلاني وقاعة إقامة أوسبري فاونتنز. في عام 2002، بدأ مجلس أمناء مكون من 13 عضوًا العمل للإشراف على جامعة شمال فلوريدا  تم تعيين جون ديلاني عمدة جاكسونفيل السابق رئيسًا للجامعة في عام 2003.
تم إعادة تصنيف جامعة شمال فلوريدا رسميًا كمدرسة الرابطة الوطنية لرياضة الجامعات القسم الأول لبرامجها لألعاب القوى في عام 2009.

## حرم الجامعة

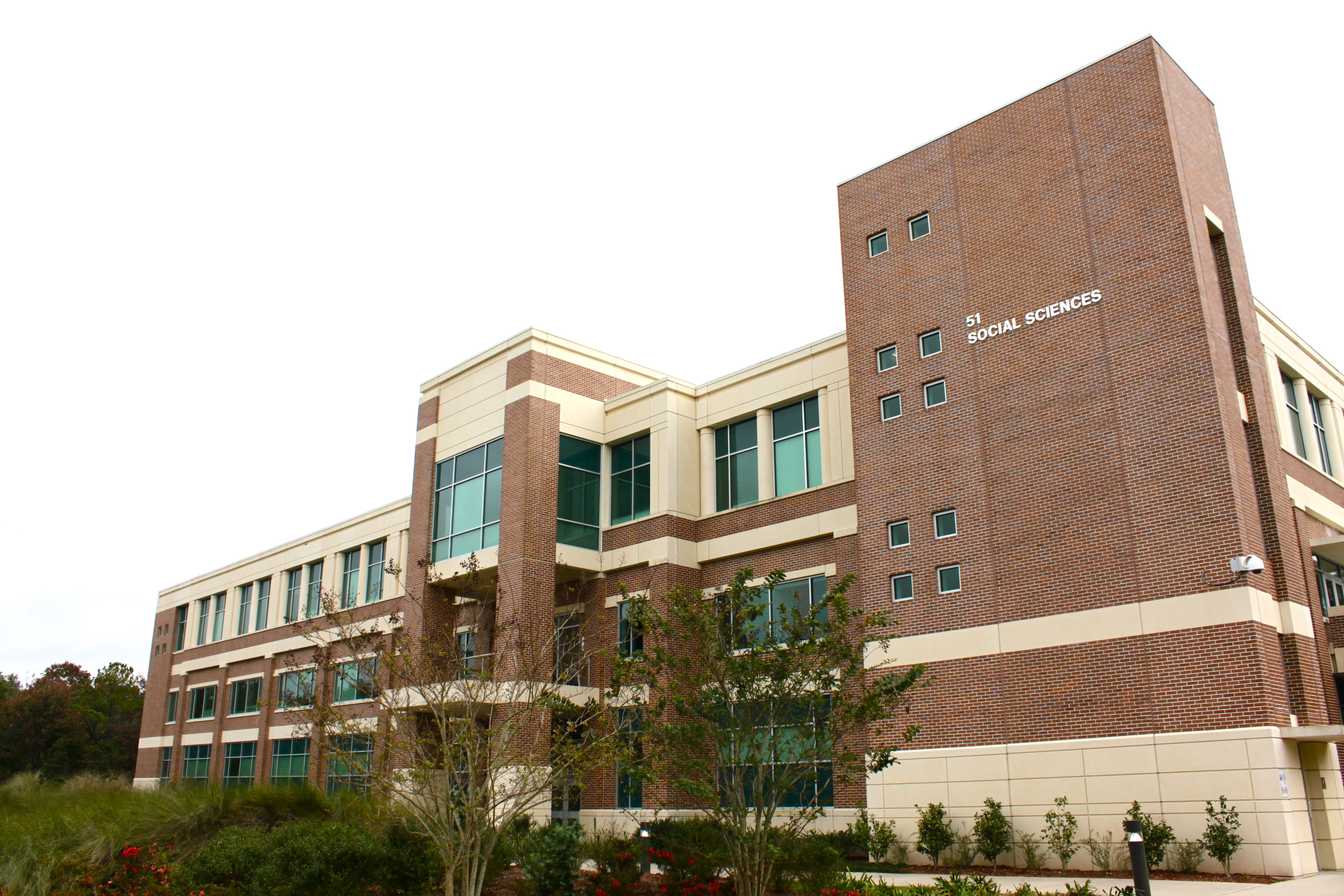
مبنى العلوم الاجتماعية

يقع حرم جامعة شمال فلوريدا بالقرب من تقاطع I-295 (شرق بيلتواي) و (جيه تيرنر بتلر بوليفارد)، وهما طريقان سريعان رئيسيان في منطقة جاكسونفيل. لدى جامعة شمال فلوريدا 28 مبنى رئيسيًا وستة مرافق سكنية في الحرم الجامعي. تحمل العديد من المباني أسماء الأفراد الذين قدموا مساهمات كبيرة للجامعة. تشمل هذه المباني كلية كوجين للأعمال، ومبنى مبنى جون إي ماثيوز الابن لعلوم الكمبيوتر والمعلومات، بالإضافة إلى ذلك، تحمل المكتبة اسم أول رئيس للجامعة، توماس جي كاربنتر. المنطقة الخضراء هي منطقة عشبية مركزية مفتوحة في الحرم الجامعي تحظى بشعبية بين الطلاب.
أصبح مبنى العلوم الاجتماعية، الذي تم افتتاحه في خريف عام 2006، أول منشأة في شمال شرق فلوريدا يتم اعتمادها من قبل القيادة في الطاقة والتصميم البيئي (ليد). وهو أيضًا أول مبنى «أخضر» في الحرم الجامعي، وقد حصل على جائزة الامتياز لعام 2007 لمبنى الجامعة من قبل شركة شركة الجنوب الشرقي للإنشاءات للطاقة والتصميم البيئي. هناك أيضًا محمية للحياة البرية ومحمية للطيور تتميز بأميال من المسارات الطبيعية والعديد من البحيرات والبرك داخل الحرم الجامعي وحوله.
نما حجم الحرم الجامعي إلى 1,300 أكر (5.3 كـم2). في خريف عام 2007، بدأت الجامعة في تقديم خدمة نقل مكوكية بين مواقع الحرم الجامعي بما في ذلك مساكن الطلبة، وقاعة جامعة شمال فلوريدا، ومواقف السيارات، ومكتبة كاربنتر 
تم افتتاح مبنى جديد للعلوم البيولوجية في ربيع عام 2012. تم افتتاح مركز صحة الطلاب الجديد في خريف عام 2012، ليحل محل مركز دوتي دوريون للياقة البدنية. تم الانتهاء من إضافة إلى كلية التربية والخدمات الإنسانية في ديسمبر 2011. تم الانتهاء من قاعة طعام جديدة متعددة الطوابق في خريف عام 2012. من المتوقع أن تكون جميع المباني الأربعة حاصلة على شهادة لييد.

### المكتبة

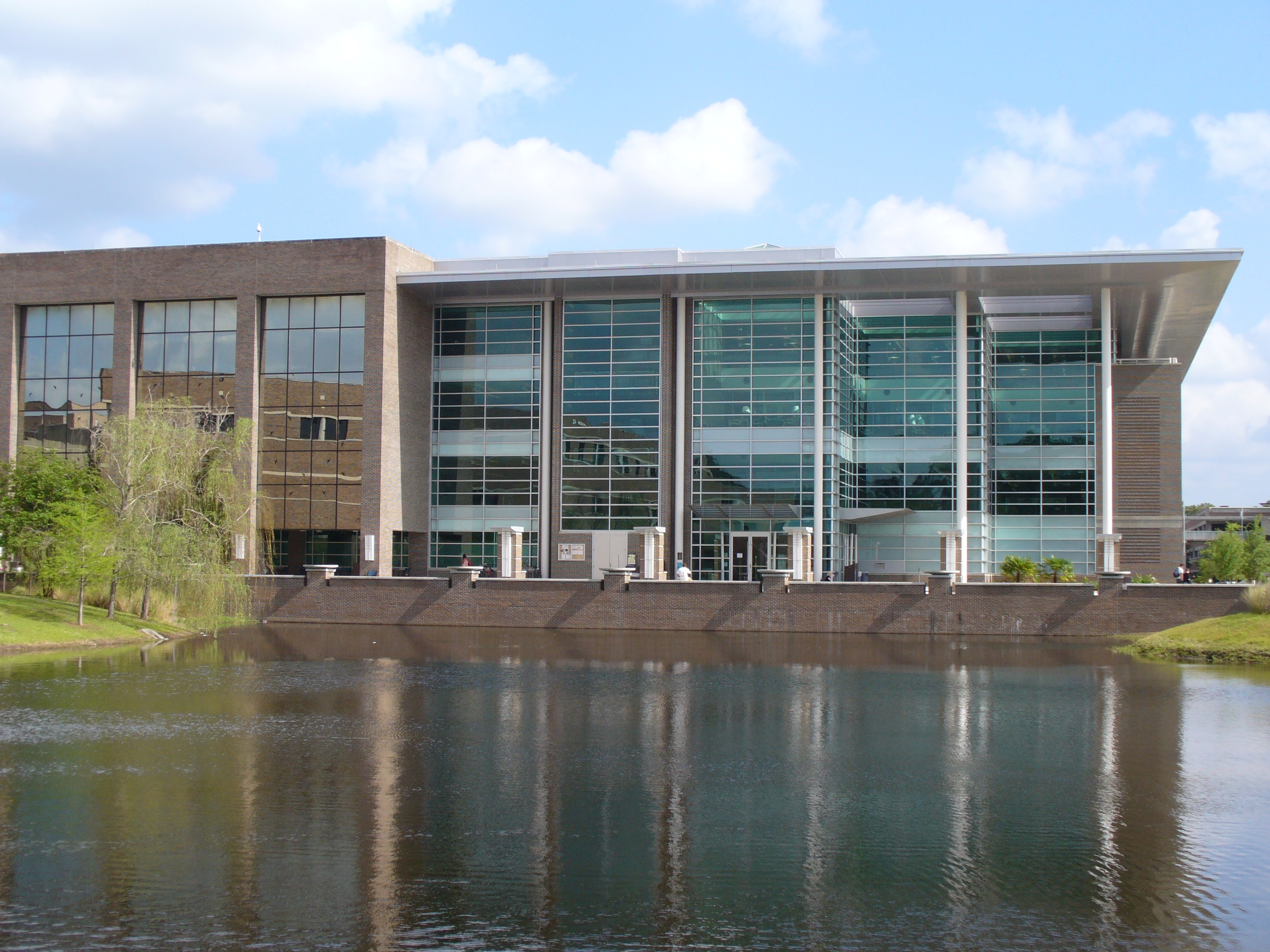
مكتبة توماس جي كاربنتر

تمت تسمية مكتبة توماس جي كاربنتر، أو المبنى 12، على اسم أول رئيس للجامعة، توماس جي كاربنتر. بدأ وضع حجر الأساس في 8 أغسطس 1978، واكتمل في 1 أكتوبر 1980.
بدأ البناء لتوسيع المكتبة بإضافة أربعة طوابق في مايو 2004. أضافت هذه الإضافة 79,000 قدم مربع (7,300 م2) وزيادة سعة المكتبة من 800 إلى 2000، وبذلك يصل حجم المكتبة إلى 199,000 قدم مربع (18,500 م2) . بتكلفة 22.5 مليون دولار، تم افتتاح الإضافة الجديدة في ديسمبر 2005.
تحتوي المكتبة على 328 محطة عمل عامة، و 18 غرفة دراسة جماعية، و 37 برميلًا، و 19 هيئة تدريس، و 25 موظفًا مساعدًا، وأكثر من 1.4 مليون وحدة شكل دقيق، وأكثر من 800 مقطع فيديو، و 13000 مجلة إلكترونية، وأكثر من 52000 كتاب إلكتروني، وأكثر من 840.000 مجلد. تتوفر الموارد الإلكترونية خارج الحرم الجامعي للطلاب وأعضاء هيئة التدريس والموظفين. يتوفر الإنترنت اللاسلكي المجاني في جميع أنحاء المبنى ويمكن للطلاب المسجلين التحقق من أجهزة الكمبيوتر المحمولة.

### اتحاد طلاب جون أ. ديلاني

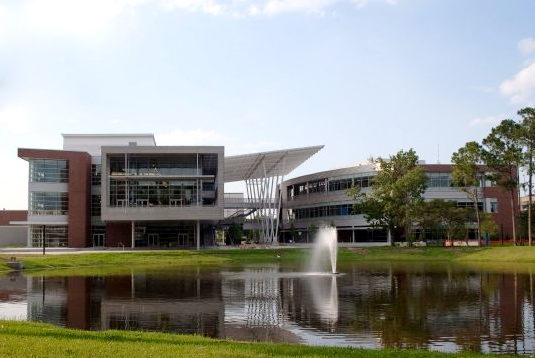
اتحاد طلاب جون أ. ديلاني

يحتوي اتحاد طلاب جون أ. ديلاني، الذي افتتح في عام 2009، على مكتبة من طابقين ومطاعم وغرفة ألعاب وقاعة احتفالات ومعرض فني وقاعة رقص ومصرف ومدرج. يتكون اتحاد الطلاب من مبنيين، يوجد بينهما ممر مغطى يعرف باسم «أوسبري بلازا». تكلفة البناء 50 مليون دولار وهو مبنى حاصل على شهادة لييد. وهي أيضًا واحدة من أوائل المباني الحاصلة على شهادة لييد جولد في جاكسونفيل.

### المتحف
استحوذت جامعة شمال فلوريدا على متحف جاكسونفيل للفن المعاصر في عام 2009 كمصدر ثقافي. الانتساب إلى المتحف يسمح لجامعة شمال فلوريدا بتحسين عمليات المنشأة وتسويقها. يتم التخطيط للفصول الفنية الحاملة للائتمان والعروض الفنية للطلاب. من المتوقع أن يؤدي الاستحواذ إلى تحسين برامج الفن والتصميم الخاصة بالمتحف وجامعة شمال فلوريدا، وزيادة حضور جامعة شمال فلوريدا في وسط المدينة، وتعزيز العلاقات مع المدينة. من قبيل الصدفة، كان مركز وسط المدينة التابع لجامعة شمال فلوريدا والذي كان يعمل من 1978 إلى 1987 في المبنى قبل أن يصبح متحفًا للفنون.

### جامعة شمال فلوريدا ارينا
ارينا جامعة شمال فلوريدا هي ساحة متعددة الأغراض تقع في حرم جامعة شمال فلوريدا في جاكسونفيل، فلوريدا. فهي موطن لفرق كرة السلة للرجال والسيدات في شمال فلوريدا
أوسبريز. يتم استخدامه أيضًا في أحداث أخرى، مثل الحفلات الموسيقية وحفلات التخرج، وقد كان بمثابة موقع لمعسكر تدريب امتياز أورلاندو ماجيك. تم افتتاحه في عام 1993 وتبلغ طاقته الاستيعابية 6300. في 8 مارس 2015، تم تسجيل سجل حضور اريانا حيث شاهد 6155 مشجعًا شمال فلوريدا يهزم يو اس سي شمال الولاية في بطولة بطولة كرة السلة للرجال في أتلانتيك صن 2015. تم تعيين الرقم القياسي السابق في وقت سابق من ذلك العام حيث شاهد 5102 معجبًا فريق اوسبريز وهو يهزم منافس كروس تاون جاكسونفيل، 77-50 في 6 فبراير 2015.

## أكاديميون

### القبول والرسوم الدراسية
وفقًا لمراجعة برينستون، فإن جامعة شمال فلوريدا لديها معدل قبول يبلغ 72٪. الطلاب المسجلين الذين حصلوا على درجات بين 25 و 75 في المائة في اختبار SAT 530-640 في القراءة و 530-620 في الرياضيات. الطلاب المسجلين الذين حصلوا على درجة ACT من 20 إلى 25. متوسط درجة الثانوية العامة هو 3.91. 
للعام الدراسي 2021-2022، تبلغ الرسوم الدراسية والرسوم داخل الدولة 212.98 دولارًا لكل ساعة معتمدة، بينما تبلغ الرسوم الدراسية خارج الولاية والرسوم 693.11 دولارًا لكل ساعة معتمدة.  للعام الدراسي 2020-2021، قدمت مؤسسة الأمم المتحدة أكثر من 60 مليون دولار في شكل منح دراسية ومنح للطلاب.  في المتوسط، بالنسبة للطلاب الذين حصلوا على مساعدة قائمة على الاحتياجات، تم تلبية 90٪ من الاحتياجات.

### الأساتذة
اعتبارًا من خريف 2020، تضم جامعة شمال فلوريدا 679 عضوًا من أعضاء هيئة التدريس، 75 منهم زائرون لأعضاء هيئة التدريس. نسبة أعضاء هيئة التدريس إلى الطلاب هي 1:19.  من بين جميع أعضاء هيئة التدريس، يعمل 656 (97٪) بدوام كامل؛ 334 (49٪) مستأجرون و 113 (17٪) مستأجرون. حوالي نصف أعضاء هيئة التدريس (49.8٪) من النساء، و 27٪ من غير البيض.

### الترتيب
في عام 2021، صنفت مجلة
أخبار الولايات المتحدة والتقرير العالمي جامعة شمال فلوريدا 272nd في الجامعات الوطنية والمرتبة 136 في الجامعات الحكومية.  تم تصنيف جامعة شمال فلوريدا في المرتبة 48th لأفضل برامج البكالوريوس عبر الإنترنت.  لمدة 12 عامًا متتاليًا، حددت منظمة الصداقة العسكرية مؤسسة الأمم المتحدة باعتبارها واحدة من أكثر المدارس الصديقة للجيش، بما يتجاوز معاييرها في جميع المجالات المصنفة؛ يلتحق ما يقرب من 1400 من المحاربين القدامى والطلاب المنتسبين للجيش بمؤسسة الأمم المتحدة، أو ما يقرب من 8٪ من إجمالي الطلاب.  في عام 2020، منحت مجلة نظرة على التنوع جائزة التميز في التعليم العالي في التنوع لجامعة شمال فلوريدا للمرة السادسة. 

### الكليات

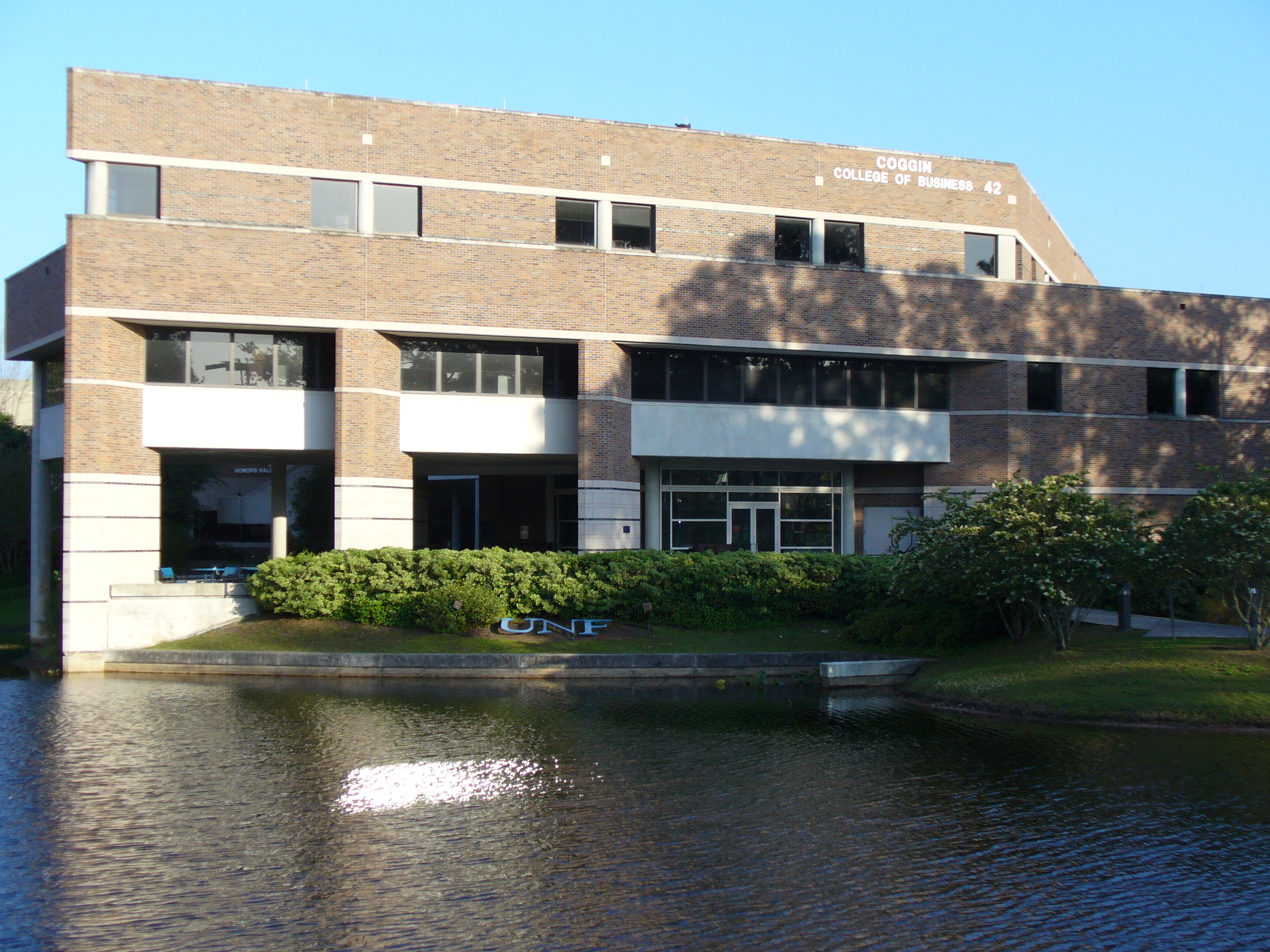
كلية كوجين للأعمال

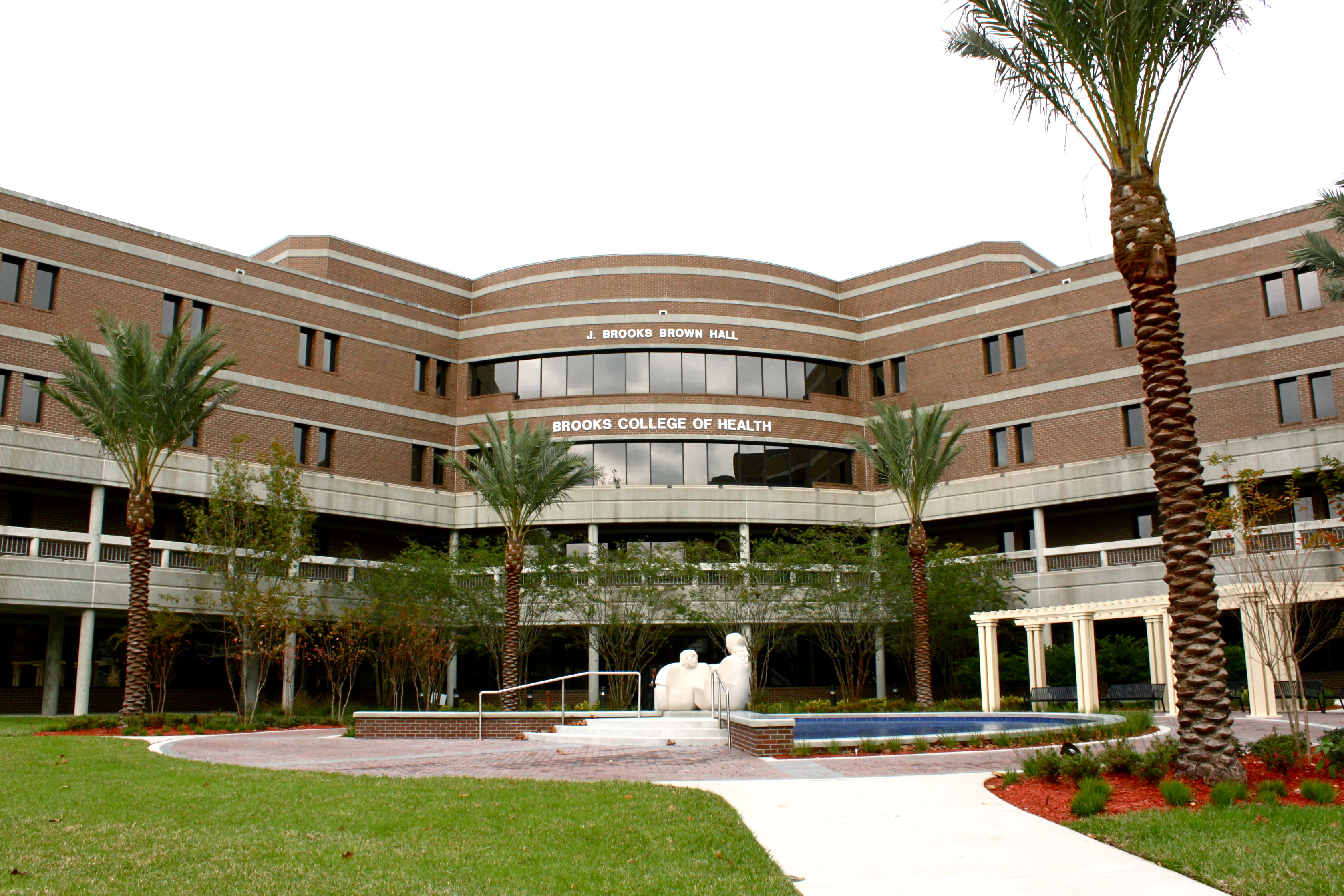
كلية بروكس للصحة

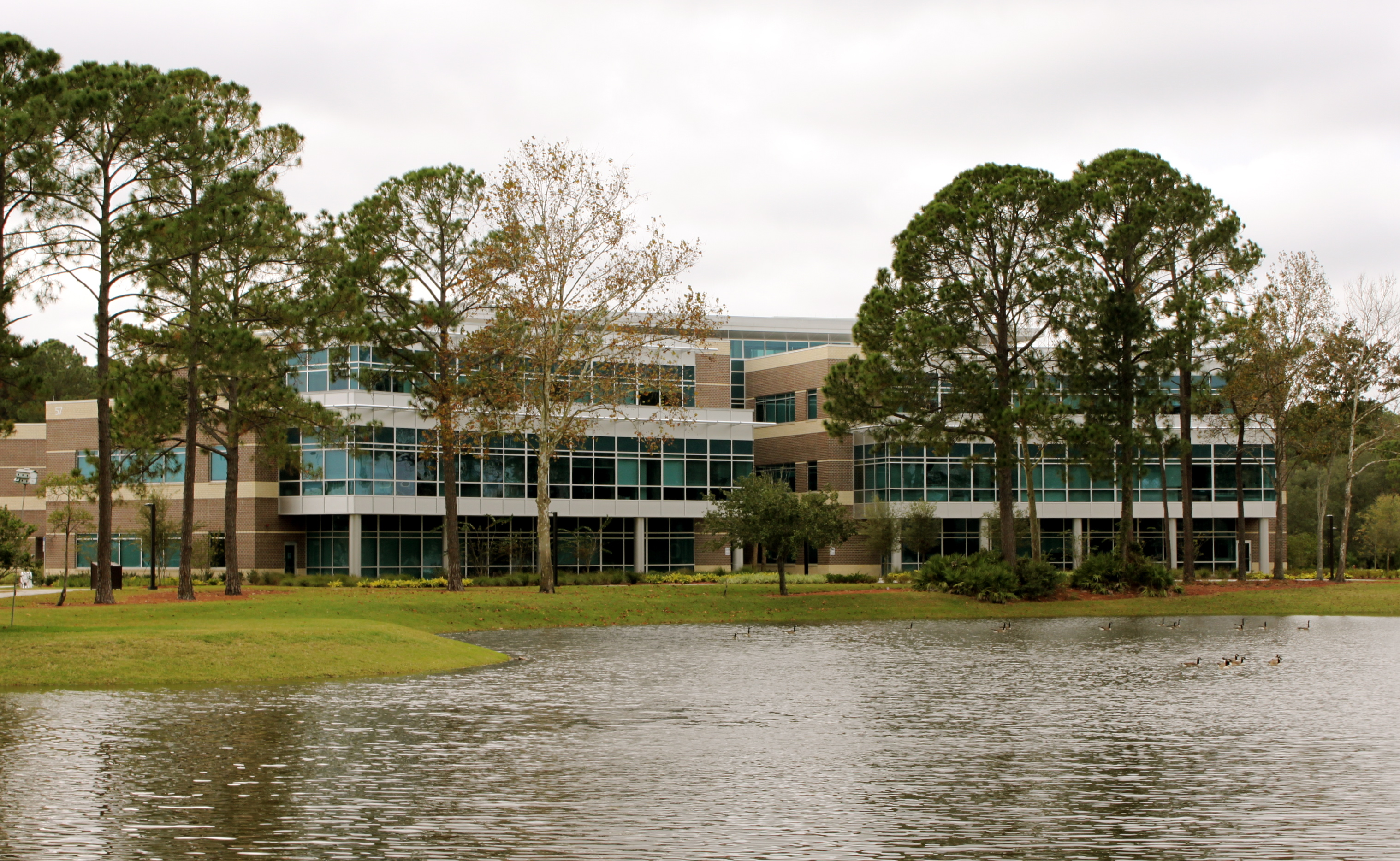
كلية التربية

تم تنظيم جامعة شمال فلوريدا في ست كليات، خمس منها تقدم برامج بكالوريوس ودرجات دراسات عليا مختلفة (الكلية السادسة هي كلية مع مرتبة الشرف). في العام الدراسي 2019-20، منحت جامعة شمال فلوريدا 3419 درجة بكالوريوس و 670 درجة ماجستير و 165 درجة دكتوراه.  تشمل برامج الدكتوراه المقدمة من خلال كلية بروكس للصحة في جامعة شمال فلوريدا دكتوراه في التغذية السريرية، و BSN-DNP في ممرضة الأسرة، و BSN-DNP في ممرضة التخدير، ودكتوراه ما بعد MSN في ممارسة التمريض، ودكتوراه ما بعد MSN في ممارسة التمريض في النفس- الصحة العقلية ودكتوراه العلاج الطبيعي.  تقدم كلية التربية والخدمات الإنسانية درجات الدكتوراه في تخصص القيادة التربوية ودكتوراه التربية في القيادة التربوية ودكتوراه التربية في المناهج وطرق التدريس. 
- كلية الآداب والعلوم. يبلغ عدد الطلاب المسجلين 6572، [4] مما يجعلها أكبر كلية بالتسجيل في مؤسسة الأمم المتحدة. تشمل الأقسام الأكاديمية الفن والتصميم وعلم الأحياء والكيمياء والفيزياء والاتصالات وعلم الجريمة والعدالة الجنائية والإنجليزية والتاريخ والرياضيات والإحصاء والموسيقى والفلسفة والعلوم السياسية والإدارة العامة وعلم النفس وعلم الاجتماع والأنثروبولوجيا والدراسات الدينية والفرنسية والأسبانية. العميد هو جورج دبليو رينبولت.
- كلية كوجين للأعمال . واحدة من ثلاث كليات أصلية تابعة لمؤسسة الأمم المتحدة. تم اعتماد برامج الكلية من قبل جمعية تطوير كليات الأعمال الجامعية (AACSB). يبلغ عدد الطلاب المسجلين 3079 طالبًا. يتم تقديم برامج البكالوريوس في المحاسبة وذكاء الأعمال والاقتصاد والتمويل والتخطيط المالي والأعمال الدولية والإدارة والتسويق والنقل والخدمات اللوجستية. يقدم برامج درجة الماجستير في إدارة الأعمال والمحاسبة وتحليلات الأعمال والخدمات اللوجستية وعلوم الإدارة. العميد هو ريتشارد بوتيمر.[25]
- كلية الحاسبات والهندسة والبناء. تضم كلية الحوسبة، وكلية الهندسة، وقسم إدارة البناء. عدد الطلاب المسجلين 2033 طالب. العميد هو ويليام كلوسترماير.
- كلية التربية والخدمات الإنسانية. كما تقدم بكالوريوس العلوم في إدارة الرياضة. معتمدة من قبل لجنة كليات الرابطة الجنوبية للكليات والمدارس. يبلغ عدد الطلاب المسجلين 1,559 طالب. العميد هو ديان يندول هوبي.
- كلية بروكس للصحة. حاصل على بكالوريوس العلوم في التمريض، وبكالوريوس العلوم في علم التغذية والتغذية، وبكالوريوس العلوم في الصحة. يقدم برامج درجة الماجستير في التمريض والتغذية والصحة العامة والإدارة الصحية وإعادة التأهيل العلمي والاستشارات واستشارات الصحة العقلية السريرية. كما يقدمون برامج الدكتوراه في التمريض (DNP) والعلاج الطبيعي (DPT). عدد الطلاب المسجلين 3130 طالبًا. العميد هو كيرت لوكس.
- كلية هيكس هونورز هي برنامج متعدد التخصصات تم إنشاؤه لتوفير فرص للتعلم التجريبي والنشط في بيئات الفصول الصغيرة. [18] العميد هو جيف تشامبرلين.

### برامج بارزة ورائدة

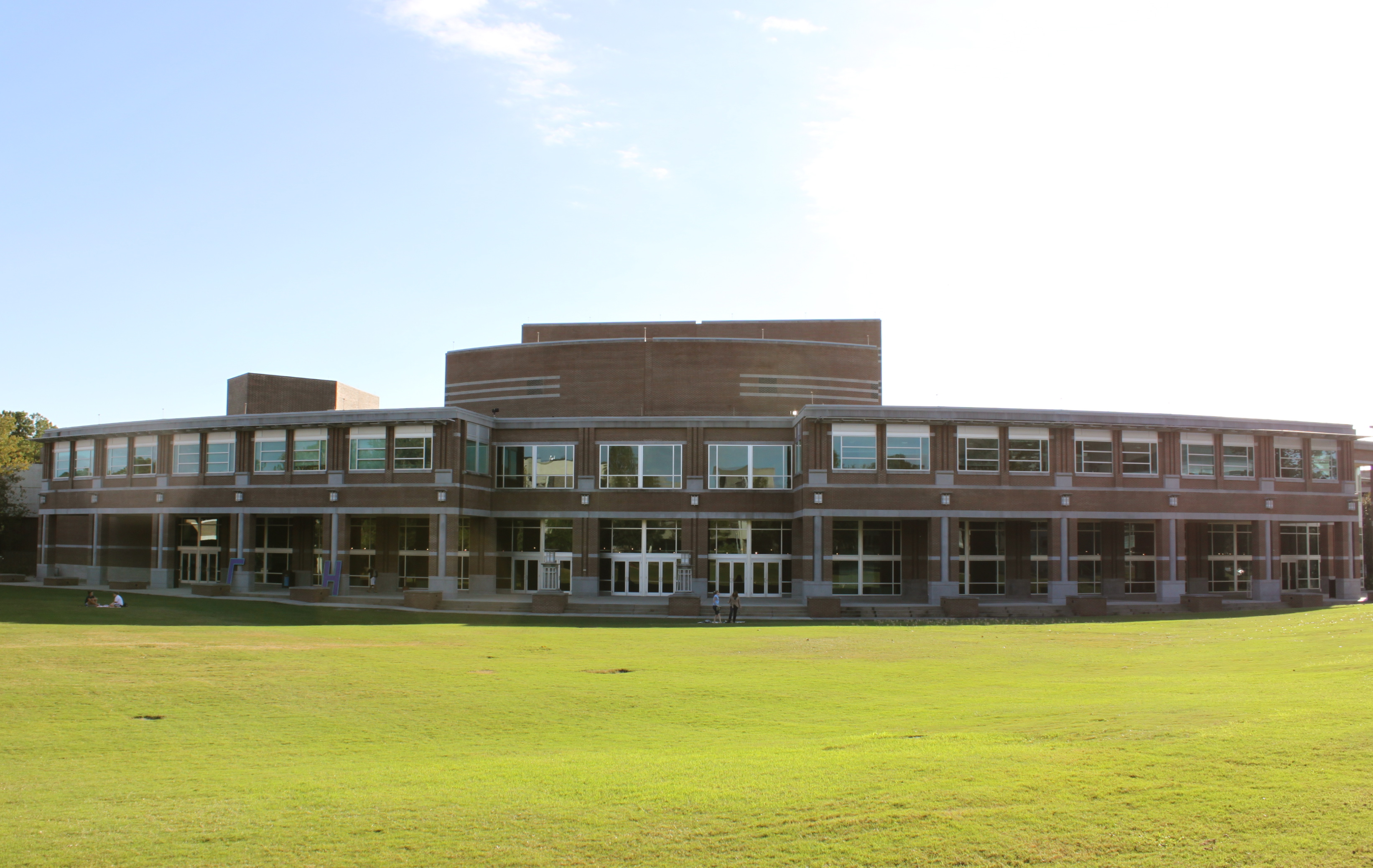
مركز الفنون الجميلة والأخضر

تشتهر مدرسة جامعة نورث فلوريدا  ببرنامج دراسات الجاز الذي أسسه ريتش ماتيسون عازف الجاز الذي يرأسه رسميًا عازف الساكسفون بانكي جرين
في خريف 2006، تمت إضافة كلية كوجين لإدارة الأعمال إلى قائمة برينستون لأفضل 282 كلية إدارة أعمال. صرح روبرت فرانك، نائب رئيس النشر، قائلاً: «لقد اخترنا مدارس لهذا الكتاب بناءً على تقديرنا العالي لبرامجهم وعروضهم الأكاديمية، والبيانات المؤسسية التي نجمعها من المدارس، والآراء الصريحة للطلاب الذين يحضرونها والذين يصنفونهم وتقديم تقرير عن تجاربهم في الحرم الجامعي في المدارس. يسعدنا أن نوصي بكلية كوجين للأعمال التابعة لجامعة شمال فلوريدا لقراء كتابنا ومستخدمي موقعنا الإلكتروني باعتبارها واحدة من أفضل المؤسسات التي يمكنهم الالتحاق بها للحصول على ماجستير إدارة الأعمال.» 
اثنان من البرامج الرائدة في
كلية كوجين للأعمال هما النقل والخدمات اللوجستية والأعمال التجارية الدولية. احتل برنامج النقل والخدمات اللوجستية المرتبة 13 في الدولة من خلال مراجعة إدارة سلسلة التوريد ، مما يمهد الطريق للشهرة الوطنية. جاءت الكلية قبل البرامج المرموقة في ستانفورد وهارفارد وويسكونسن وبنسلفانيا، وهي البرنامج اللوجستي الرائد في الجنوب الشرقي. كما اعترفت مجلة برينستون ريفيو بالكلية من خلال تسميتها «كلية إدارة الأعمال المتميزة» في إصداري 2009 و 2010 من «أفضل 296 كلية إدارة أعمال».  كما تعد كلية إدارة الأعمال واحدة من 549 مدرسة معتمدة من قبل AACSB والتي تكرم أفضل كليات إدارة الأعمال في العالم.
برنامج علم الأحياء الساحلية هو برنامج رائد من كلية الآداب والعلوم، وتمريض المجتمع هو برنامج رائد من كلية بروكس للصحة.

### المراكز والمعاهد الأكاديمية
بالإضافة إلى ست كليات، تضم جامعة شمال فلوريدا عدة وحدات أكاديمية تقدم خدمات إضافية لجامعة شمال فلوريدا والمجتمع. 
- مركز التعلم المجتمعي
- مركز التعليم والسياسة الحضرية
- اكمال التعليم
- المركز البيئي
- معهد فلوريدا للتعليم
- كلية الدراسات العليا
- مركز شمال شرق فلوريدا للمبادرات المجتمعية (CCI)
- معمل أبحاث الرأي العام
- مركز تطوير الأعمال الصغيرة
- مكتب الدراسات الجامعية
- جامعة شمال فلوريدا على الإنترنت

## الحياة الطلابية

### أنشطة

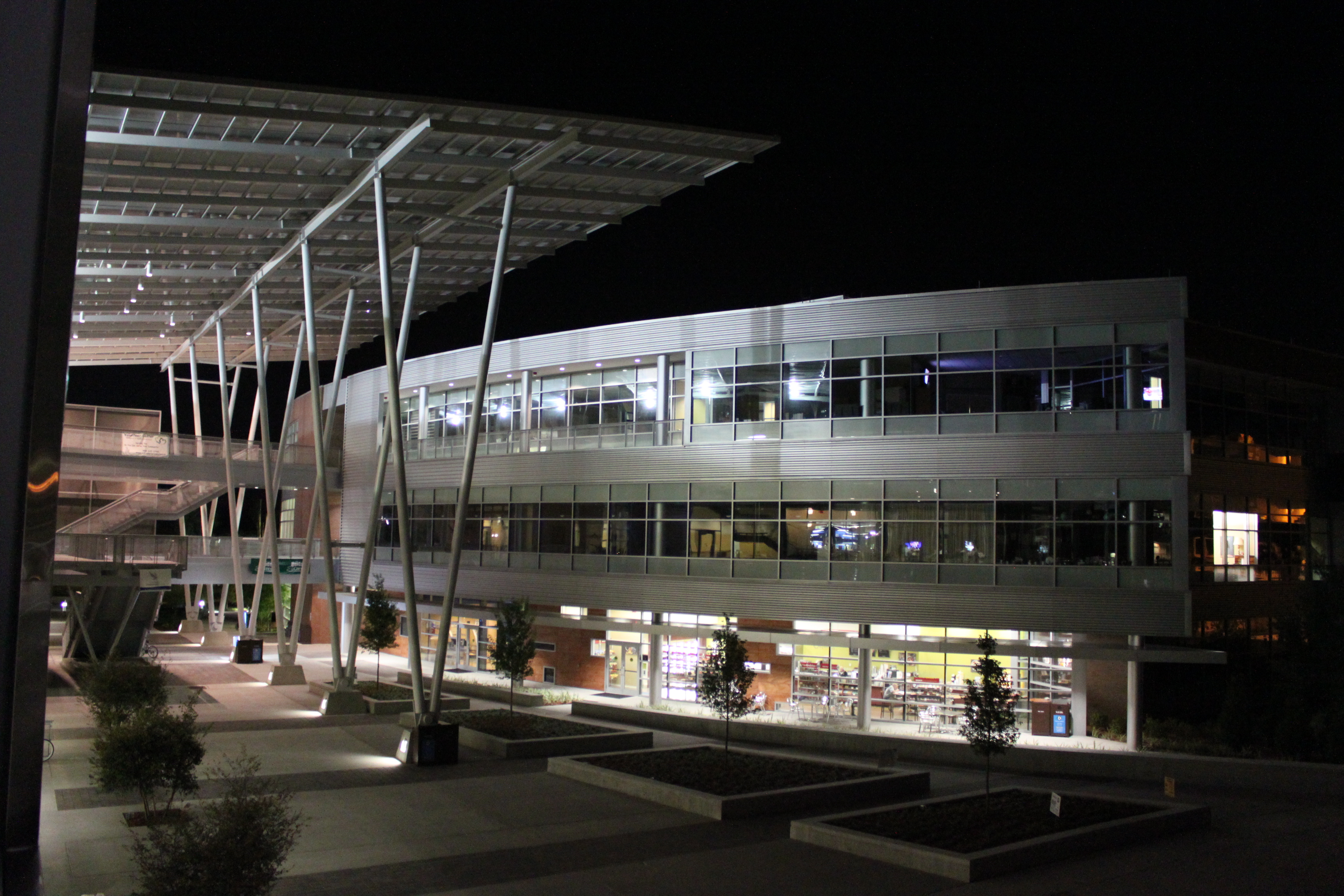
أوسبري بلازا في اتحاد الطلاب في الليل

تخصص الحكومة الطلابية في جامعة الأمم المتحدة 4.2 مليون دولار في رسوم الطلاب سنويًا لتقديم خدمات متنوعة للطلاب.  تمول الحكومة الطلابية مركز مشاركة Osprey (بما في ذلك أكثر من 200 نادي)،
وليند ا وينج، واوسبراي الحياة والإنتاج، واتحاد طلاب ديليني، ومجمع صحة الطلاب، والرياضات الداخلية. وتتكون من ثلاثة فروع ومكتب مستقل: التشريعي والتنفيذي والقضائي ومكتب الانتخابات. يتم إدارة الفرع التنفيذي من قبل رئيس الهيئة الطلابية الذي يعمل أيضًا كممثل للطلاب في مجلس أمناء مؤسسة الأمم المتحدة. تتكون السلطة التشريعية من مجلس الشيوخ مع 40 عضوا منتخبا بقيادة مجلس وزراء منتخب داخليا. تتألف السلطة القضائية من تسعة قضاة، بما في ذلك رئيس القضاة، يعينه الرئيس ويصادق عليه مجلس الشيوخ. يدير مكتب الانتخابات مفوض يعينه الرئيس ويوافق عليه مجلس الشيوخ. 
تعد مؤسسة الأخوة وحياة منظمتنا للطالبات أكبر كيان طلابي في الحرم الجامعي مع 32 منظمة مكتوبة بأحرف يونانية.  يتم توجيه الفصول من قبل موظفي الجامعة وتم تنظيمها في أربعة مجالس: مجلس الأبوة، والمجلس اليوناني متعدد الثقافات، والمجلس الوطني اليوناني، والمجلس الهيليني. هناك أيضًا فصل من وسام أوميغا. تشمل الأخويات والجمعيات النسائية
اعتبارًا من خريف 2021، لم تعترف جامعة شمال فلوريدا بفصول كابا سيجما ولامدا تشي ألفا وبي كابا فاي بسبب مشكلات السلوك.  كابا سيجما غير مؤهل للعودة، بينما لامدا تشي ألفا مؤهلة للعودة. سيكون بي كابا فاي مؤهلاً للعودة في خريف 2024.
لدى جامعة شمال فلوريدا أكثر من 200 نادي ومنظمة للطلاب.  تتوفر رياضات النوادي بين الكليات مثل الرجبي واللاكروس وهوكي الجليد. يشارك الطلاب أيضًا في الرياضات الجماعية في الحرم الجامعي مثل كرة القدم وفريسبي النهائي وكرة الطائرة الرملية في الحرم الجامعي. تنظم رابطة خريجي مؤسسة الأمم المتحدة المبعوثين الرئاسيين لمؤسسة الأمم المتحدة، وهي مجموعة من طلاب مؤسسة الأمم المتحدة الذين يعملون كسفراء للرئيس والجامعة في الحرم الجامعي وفي المجتمع.
تعد غرفة الألعاب مكانًا في الحرم الجامعي يقضي فيه الطلاب وقتًا ويمارسون الألعاب. توفر غرفة الألعاب أيضًا أنشطة أسبوعية مثل بطولات الألعاب وليلة التوافه والتقاط العلم. يشمل الاستجمام الرياضي في الحرم الجامعي كرة السلة وكرة المضرب في اريانا ومجمع العافية الطلابي وملعبين للكرة الطائرة الشاطئية والجولف في مركز تعليم الجولف.
اوسبراي الحياة والإنتاج هي وكالة الترفيه التابعة لجامعة شمال فلوريدا. تشمل الأحداث المجانية التي يقدمونها للطلاب الحفلات الموسيقية والعروض الكوميدية والأفلام والألعاب والكاريوكي وليالي الميكروفون المفتوحة. 
يسمح برنامج مغامرة بيئية للطلاب باستخدام أميال من المسارات الطبيعية والبحيرات المتعددة في الحرم الجامعي. البحيرات مفتوحة للتجديف، والتجديف بالكاياك، والصيد والإفراج، والصيد غير الحي. يمكن للطلاب أيضًا الاطلاع على المعدات الخارجية المجانية من مركز تسجيل المغادرة لمغامرة بيئية.
|                                                 | جامعة شمال فلوريدا (خريف 2020) | فلوريدا | الولايات المتحدة |
| ----------------------------------------------- | ------------------------------ | ------- | ---------------- |
| أبيض (ليس من أصل إسباني / لاتيني)               | 62.1%                          | 54.1%   | 54.1%            |
| اسباني / لاتيني                                 | 14.1%                          | 25.6%   | 25.6%            |
| أجنبي غير مقيم                                  | 1.9%                           | N/A     | N/A              |
| آسيا                                            | 5.6%                           | 2.9%    | 2.9%             |
| أسود أو أمريكي من أصل أفريقي                    | 10.5%                          | 16.9%   | 16.9%            |
| عرق أو عرق غير معروف                            | 0.5%                           | N/A     | N/A              |
| اثنان أو كثير أجناس                             | 5.0%                           | 2.1%    | 2.1%             |
| سكان هاواي الأصليون أو جزر المحيط الهادئ الأخرى | 0.2%                           | 0.1%    | 0.1%             |
| أمريكي هندي أو سكان ألاسكا الأصليين             | 0.1%                           | 0.5%    | 0.5%             |

### التركيبة السكانية
في خريف 2020، كان لدى جامعة شمال فلوريدا 17043 طالبًا، منهم 14662 (86٪) طلاب جامعيون و 2381 (14٪) طلاب دراسات عليا.  من بين طلاب الدراسات العليا، هناك 1,841 (77٪) في برامج الماجستير و 540 (23٪) في برامج الدكتوراه. تشكل النساء 59٪ من مجموع الطلاب. يشكل الطلاب المتفرغون 71٪ من مجموع الطلاب. يبلغ متوسط عمر الطالب 24 سنة. يشكل الطلاب من فلوريدا 15885 (93٪) من جميع الطلاب، بما في ذلك 6410 (38٪) من مقاطعة دوفال وحدها.

### الإسكان

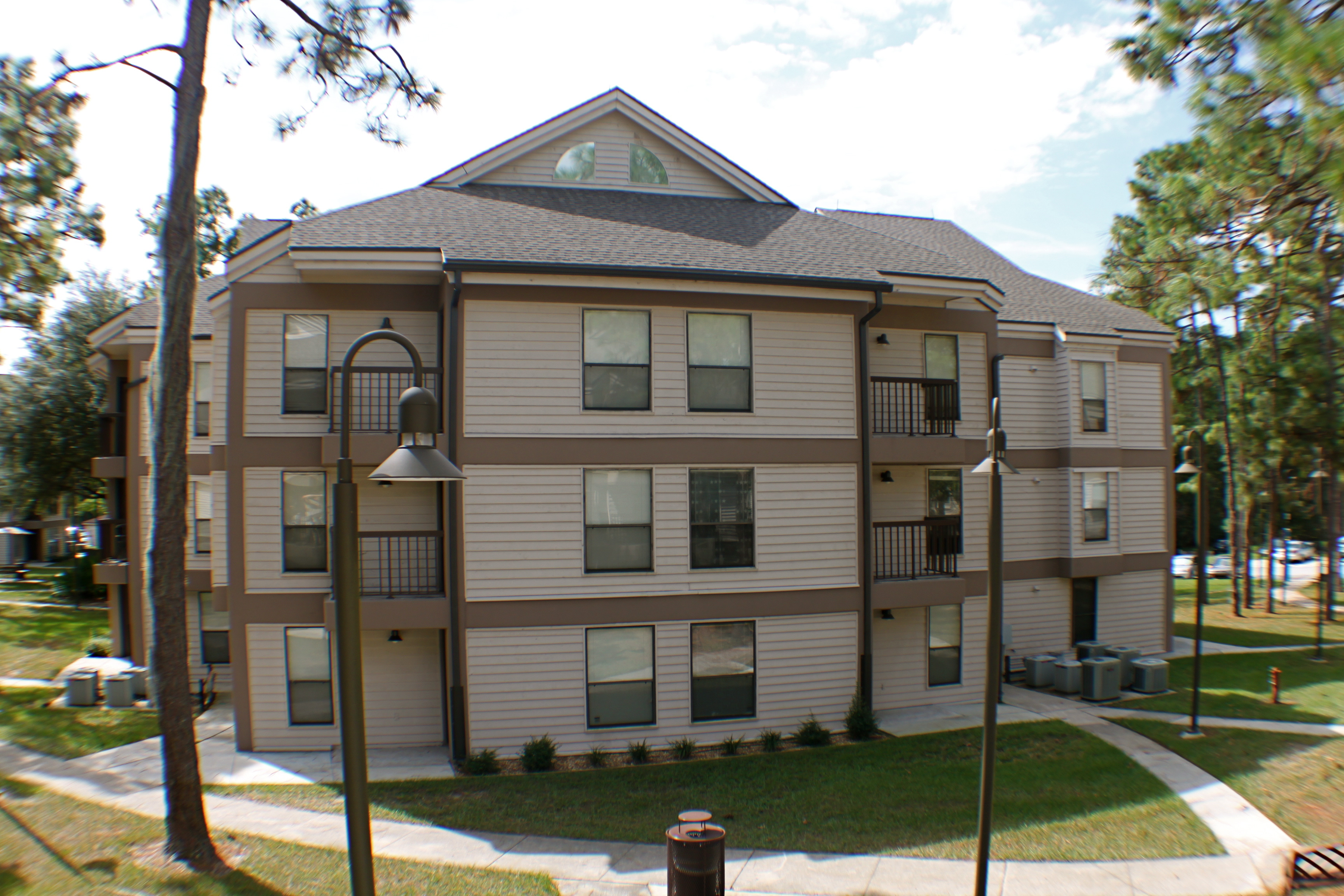
قرية اوسبري

تضم جامعة شمال فلوريدا سبع مناطق سكنية داخل الحرم الجامعي:
اوسبري كوف ومعابر أوسبري واوسبري هول واوسبري لاندينغ وقرية اوسبري ونوافير اوسبري.
النافورات هي قاعة السكن الوحيدة في الحرم الجامعي التي توفر غرفًا فردية خاصة. يضم المبنى المكون من خمسة طوابق 1000 طالب ويتكون من 365,000 قدم مربع (33,900 م2). ينقسم المبنى إلى برجين، شمالي وجنوبي، يحتوي كلاهما على «منزلين» في كل طابق. ويضم متجرًا صغيرًا وشواء ومنطقة مشتركة ومطابخ ومرفقًا ترفيهيًا وغرف غسيل ومسبحًا ونهرًا كسولًا. تشمل المرافق الأخرى مشرحة، غرفة دراسة تشبه المكتبة؛ العشاء جو، غرفة دراسة على طراز الخمسينيات مع صندوق موسيقى متوافق مع أي باد ؛ وجلاكسي، وهي غرفة ألعاب بما في ذلك اكس بوكس 360s وPS3s ونينتندو وي بالإضافة إلى بعض وحدات التحكم من الجيل السابق المتصلة بأجهزة التلفزيون عالية الدقة ذات الشاشة العريضة.
يقيم معظم طلاب جامعة شمال فلوريدا خارج الحرم الجامعي.

### تناول الطعام
تدير جامعة شمال فلوريدا عشرة مرافق لتناول الطعام في الحرم الجامعي، بالإضافة إلى ثلاثة متاجر صغيرة تسمى «قهوة اوسبراي» هو المطعم الرئيسي على طراز البوفيه في الحرم الجامعي، وهو مشهور للطلاب الذين يخططون للوجبات. تشمل الخيارات الأخرى في الحرم الجامعي ستاريكس والفرخ فيل أ وعصير جامبا. يحتوي اتحاد الطلاب على قاعة طعام بها خيارات إضافية مثل اينشتاين اخوان بيجلز، وباندا إكسبرس. في صيف 2018، تمت إزالة
بابا جونز كبائع في الحرم الجامعي واستبداله بمكان بيتزا داخلي بسبب التعليقات المثيرة للجدل التي أدلى بها
جون شناتر. يط المرفأ على بحيرة، وهو مطعم لتناول الطعام أو الوجبات الجاهزة يقدم النبيذ والبيرة وغالبًا ما يقدم عروض ترفيهية حية. المطعم هو أحد تقاليد مؤسسة الأمم المتحدة التي افتتحت لأول مرة في الحرم الجامعي في عام 1973 وأعيد بناؤها أو تجديدها عدة مرات.

### وسائط
سبينكر  هي الصحيفة الأسبوعية التي يديرها الطلاب. قناة جامعة شمال فلوريدا التلفزيونية التي يديرها الطلاب هي تلفزيون سبينيكر ، والتي تعرض أفلامًا كاملة الطول وألعاب القوى والفعاليات التابعة لمؤسسة الأمم المتحدة. وهي قناة 170 في الحرم الجامعي. راديو سبينيكر  يبث الموسيقى على WSKR-LP 95.5 FM (100 واط منخفضة الطاقة FM)، عبر الإنترنت ، وعلى القناة 171 في الحرم الجامعي. مجلة UNF هي المطبوعة الرسمية لخريجي الجامعات ،  والداخل هي نشرة إخبارية إلكترونية تصدر شهريًا لأعضاء هيئة التدريس والموظفين.
الجامعة هي موطن المجلة الأدبية الإصلاح الخيالي، التي نشرت تسعة أعداد منذ إنشائها في عام 2002. وشملت القضايا أعمال مؤلفين من مؤسسة الأمم المتحدة، عبر الولايات المتحدة وحول العالم.

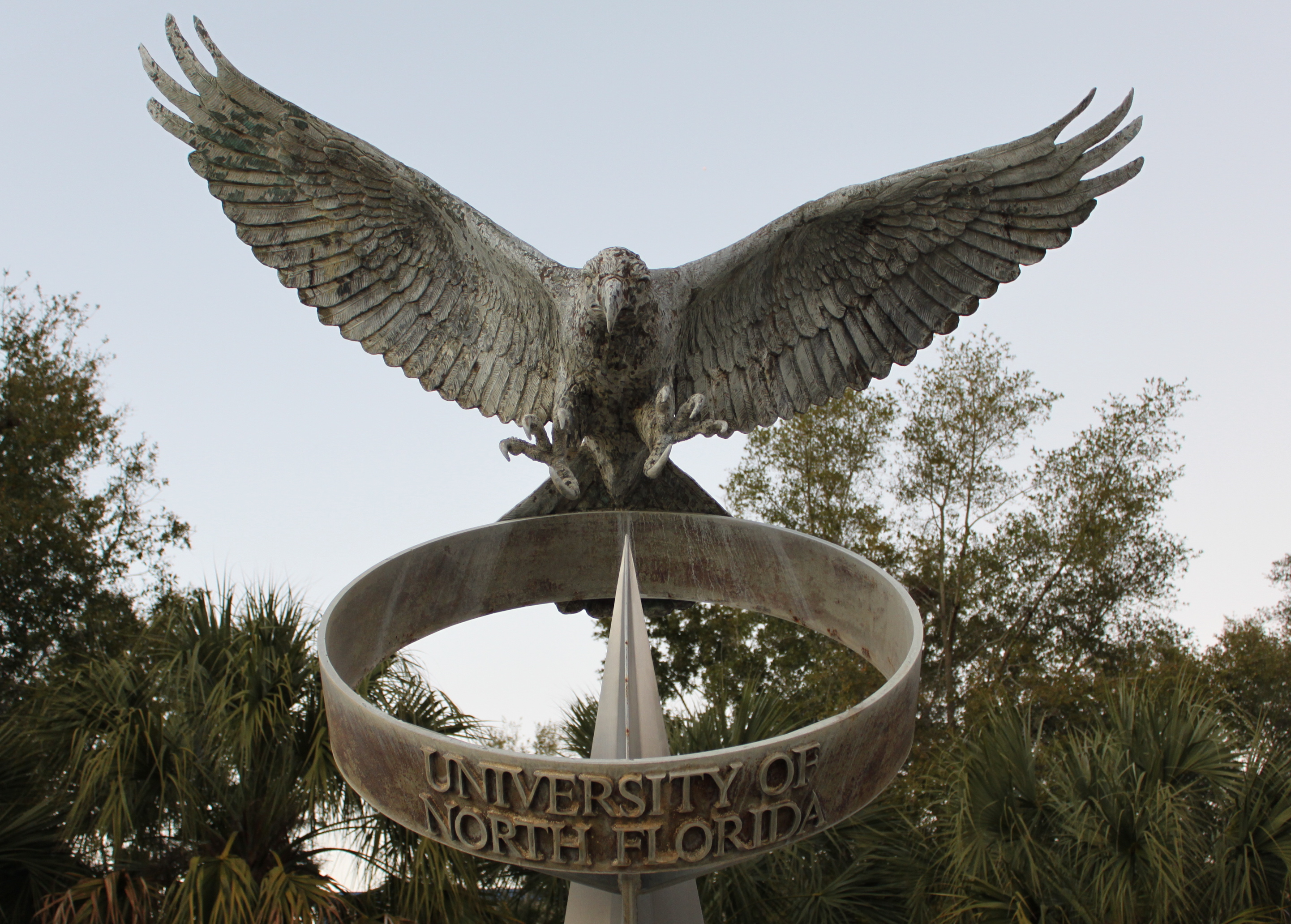
تمثال أوسبري الأيقوني خارج UNF Arena

## ألعاب القوى

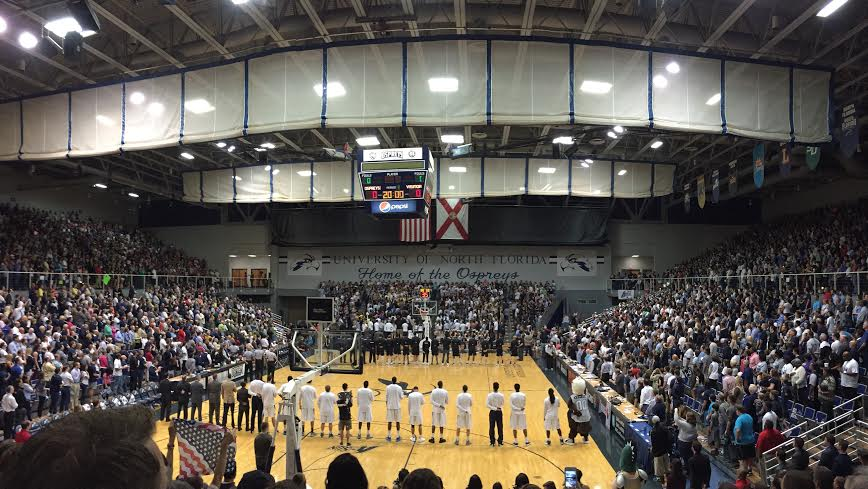
كرة السلة للرجال في اريانا جامعة شمال فلوريدا

تتنافس الفرق المشتركة بين الكليات بجامعة شمال فلوريدا ، والمعروفة باسم اوسبراي شمال فلوريد ، على مستوى القسم الأول من NCAA . بدأت جامعة شمال فلوريدا الرياضة بين الكليات في عام 1983 كعضو في NAIA ، ثم انتقلت لاحقًا إلى NCAA Division II ، وهي عضو في مؤتمر ASUN في NCAA القسم الأول .
تتنافس جامعة شمال فلوريدا في 17 رياضة وفازت أربع مرات بلقب مؤتمر صن شاين ستيت الرياضي. في عام 2005، تنافس فريق البيسبول الرجالي على السلسلة العالمية للقسم الثاني ، وحصل على المركز الثاني بشكل عام. بالإضافة إلى ذلك ، كان فريق تنس الرجال أيضًا وصيفًا في دوري الدرجة الثانية الوطني. استحوذت مؤسسة الأمم المتحدة على كأس مفوض مؤتمر حزام الخوخ خمس مرات متتالية. أعاد فريق اسبرايز أربعة ألقاب وطنية - غولف الرجال في 1991 و 1993، وتنس السيدات في 1986 و 1994. جاء لقب مؤتمر القسم الأول لجامعة شمال فلوريدا في عام 2008 عندما فاز فريق الجولف للرجال بتاج أتلانتيك صن. تخطط الجامعة لإضافة برنامج جولف للسيدات في عام 2013.
في عام 2015، ولأول مرة في تاريخ جامعة شمال فلوريدا، تلقى فريق كرة السلة للرجال عرضًا لبطولة كرة السلة في القسم الأول من NCAA للرجال بفوزه ببطولة أتلانتيك صن . تم لعب مباراة بطولة ا سن في اريانا جامعة شمال فلوريدا أمام حشد قياسي بلغ 6155 شخصًا شاهدوا فريق اسبريز يهزم USC Upstate 63-57. بعد الفوز ، جذب الفريق والجامعة اهتمامًا إعلاميًا غير مسبوق محليًا ووطنيًا. 

## الخريجن المتميزين

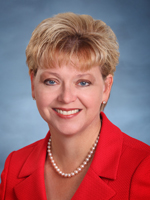
جانيت آدكنز
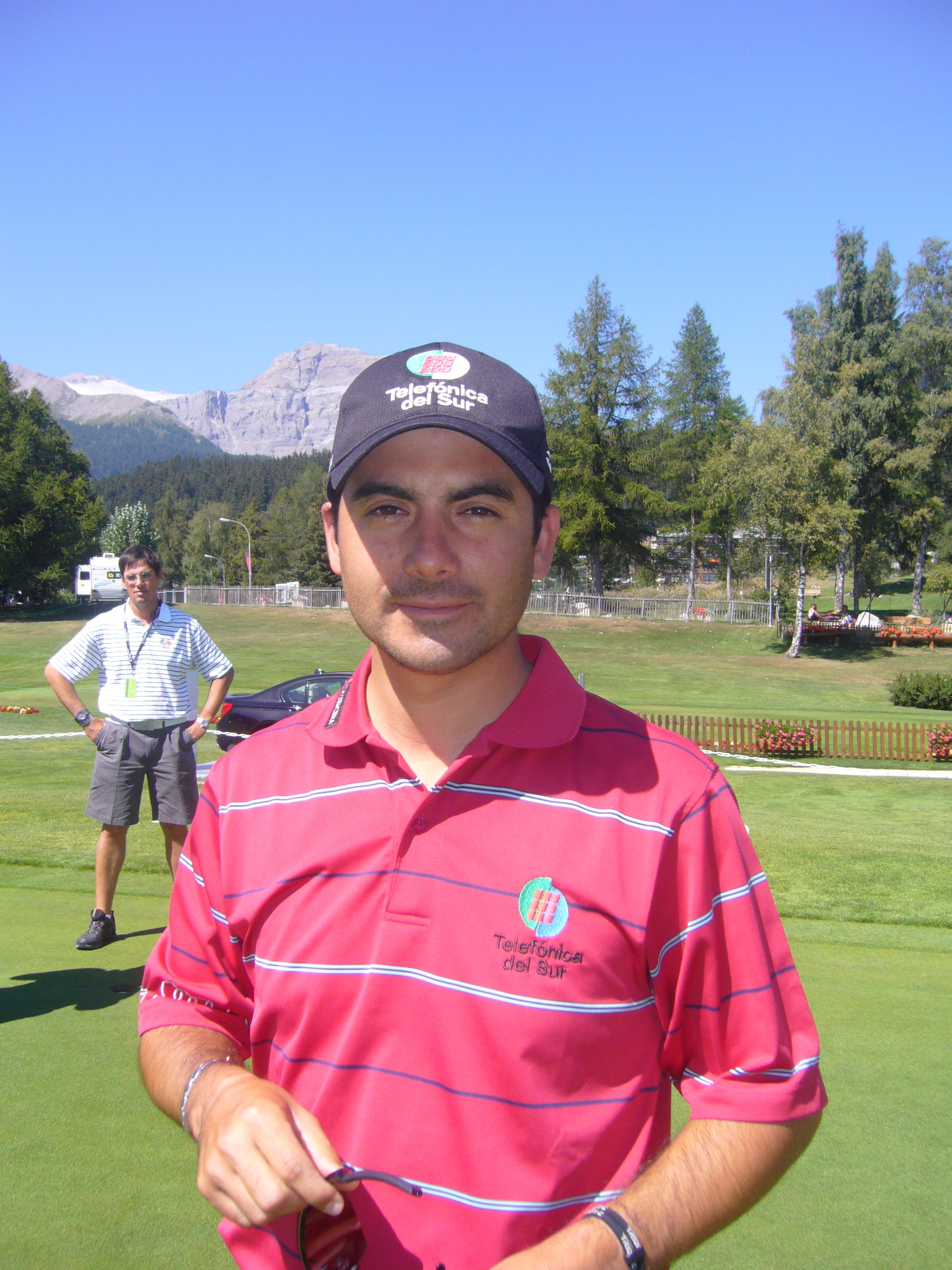
فيليبي أجيلار
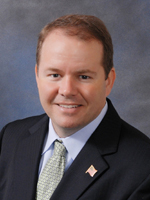
ترافيس كامينغز
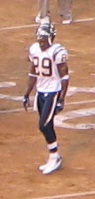
درايتون فلورنسا
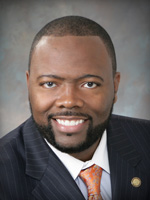
ريجي فولوود  [لغات أخرى]‏
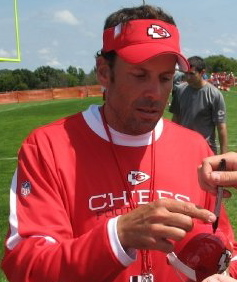
تود هالي
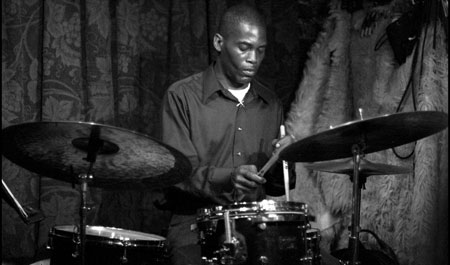
روبرت إم روكر

## معرض الصور

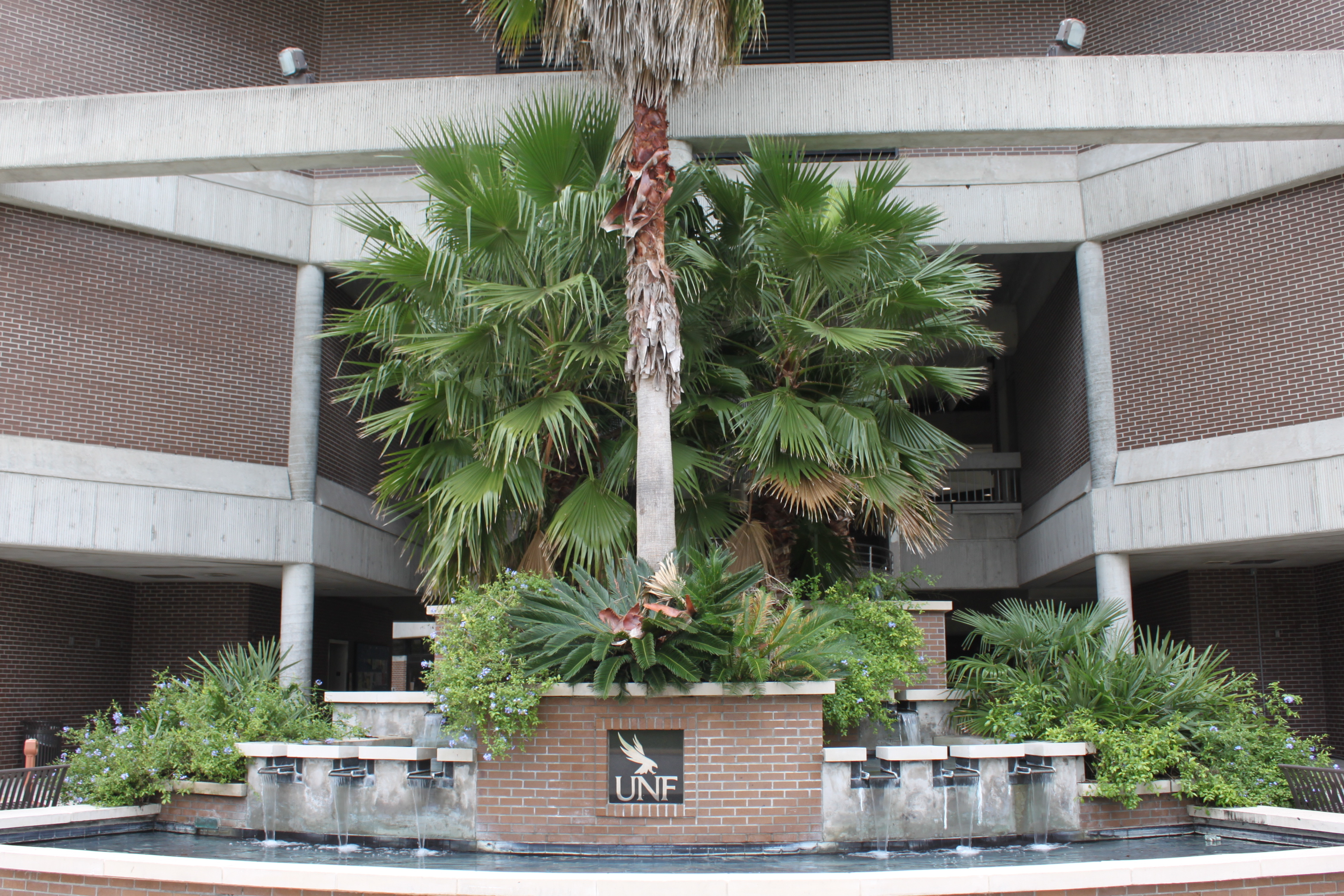
نافورة أمام قاعة جي جي دانيال
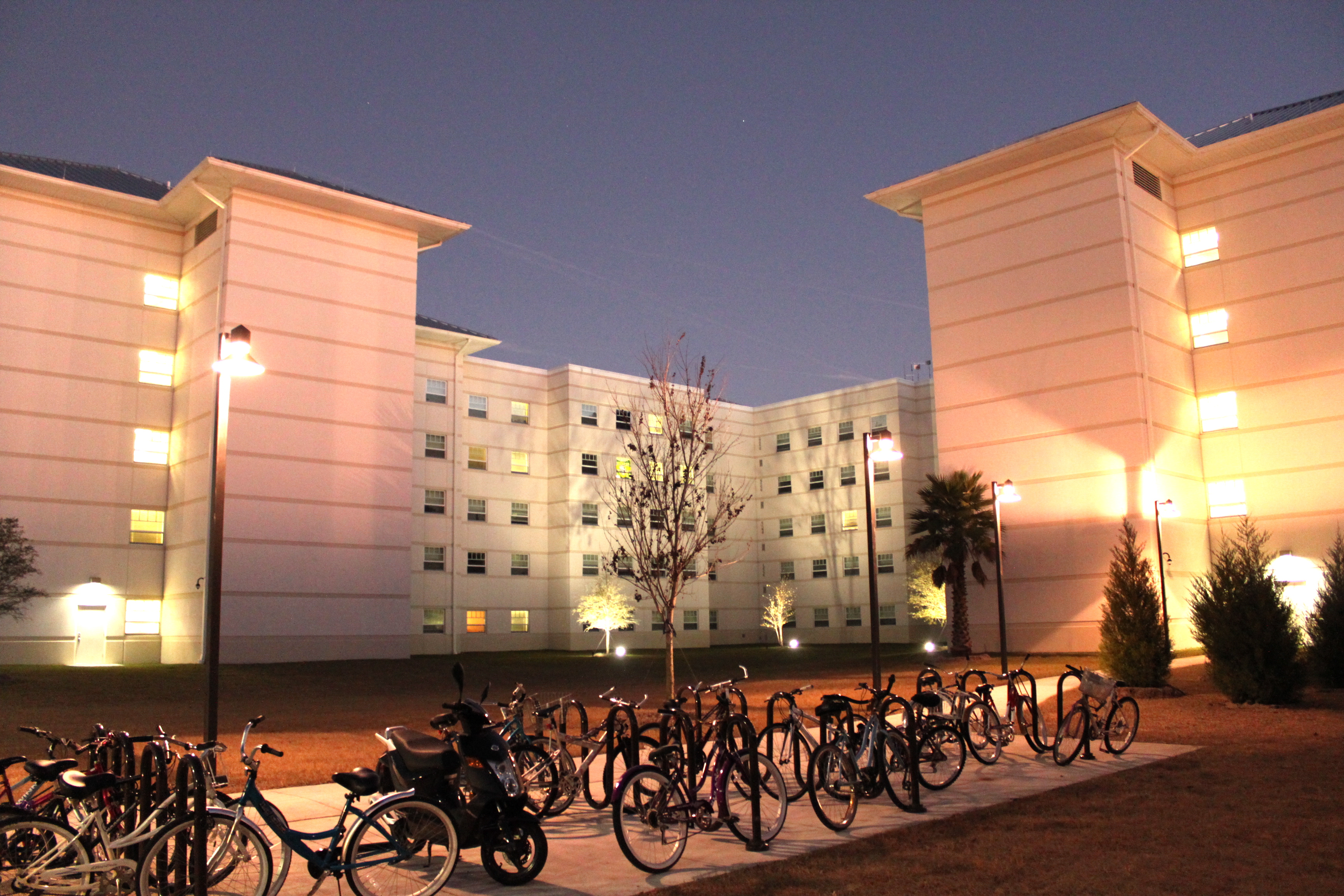
نوافير اوسبري
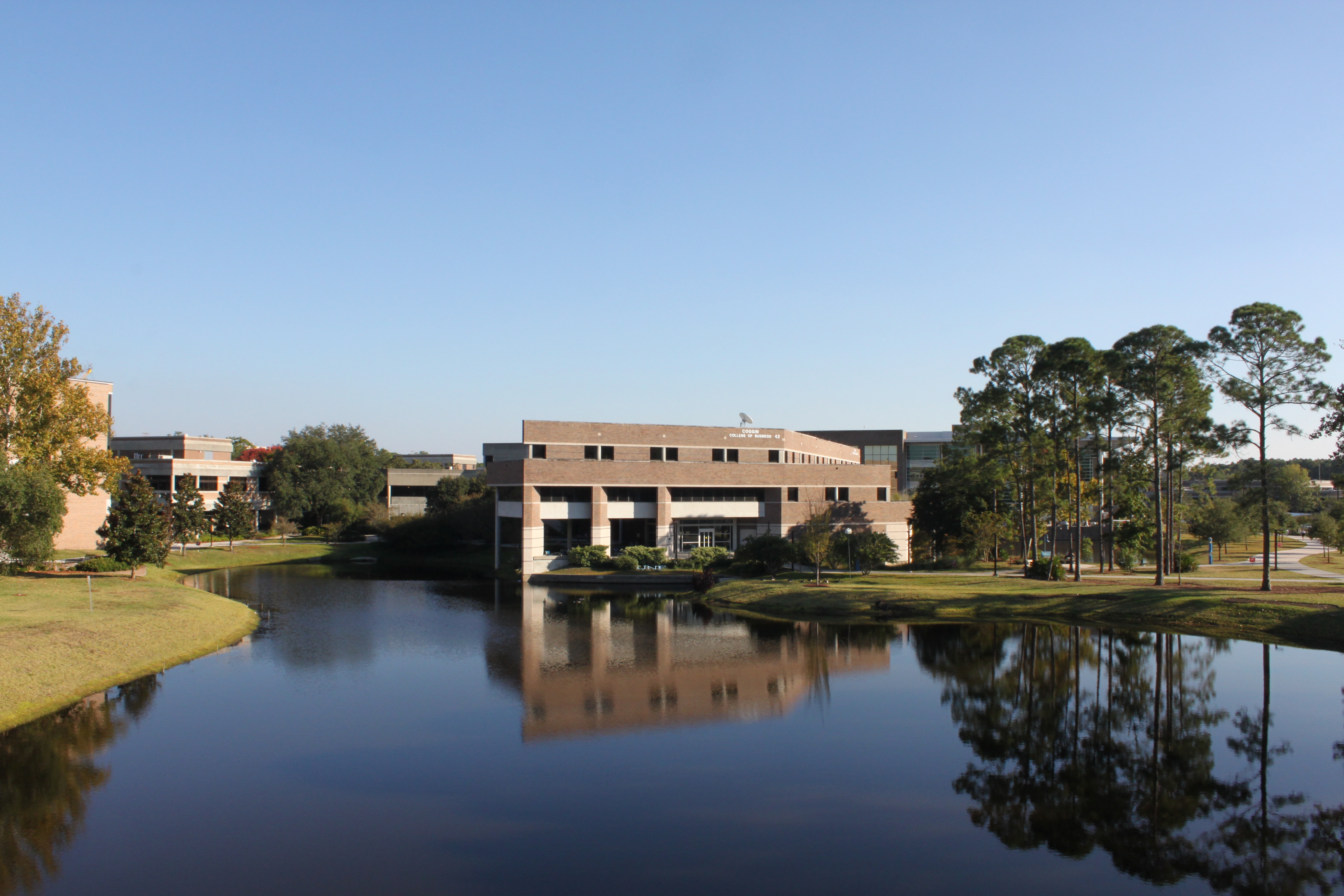
منظر من اتحاد الطلاب Boathouse of Coggin College of Business
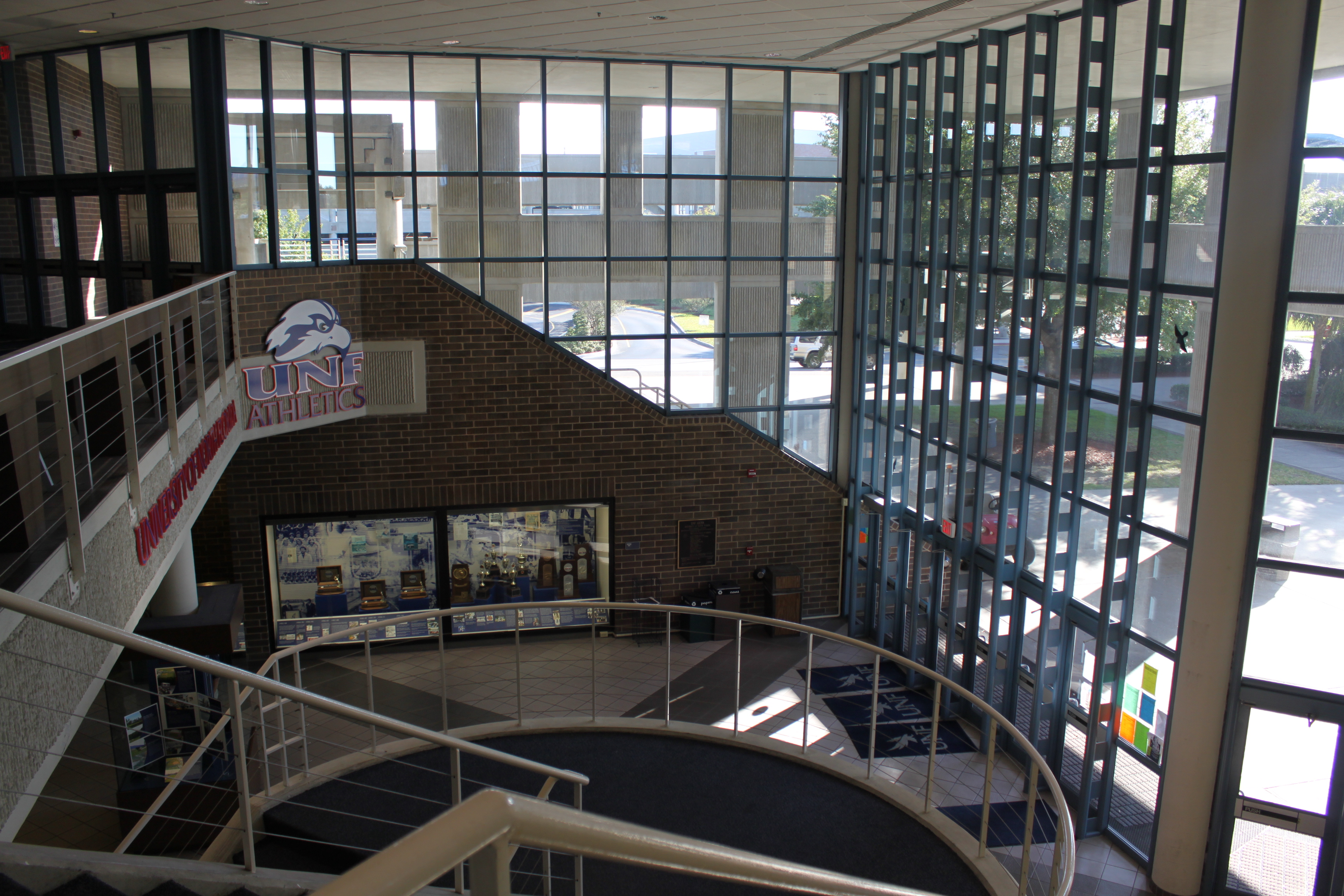
داخل UNF Arena
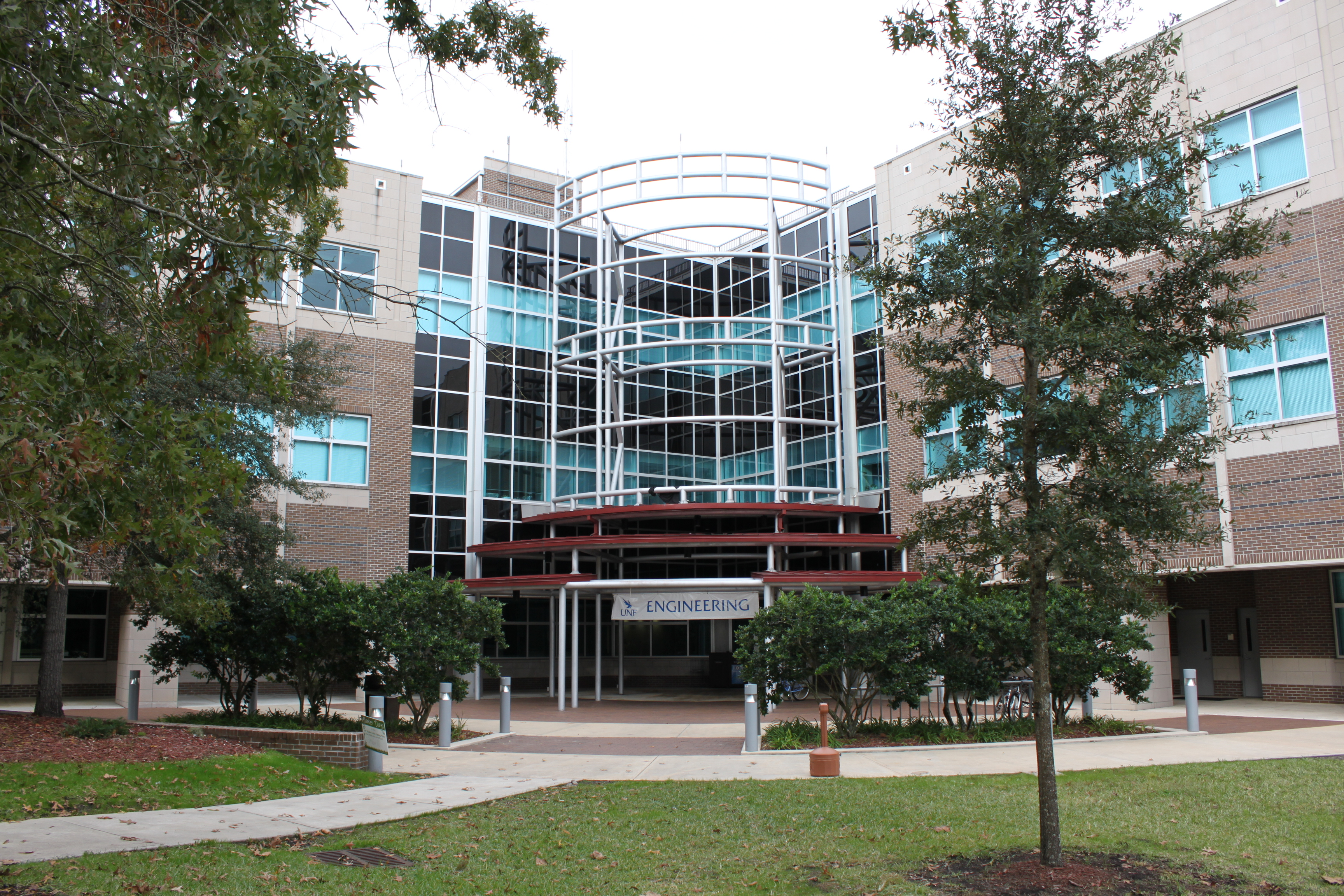
مبنى العلوم والهندسة
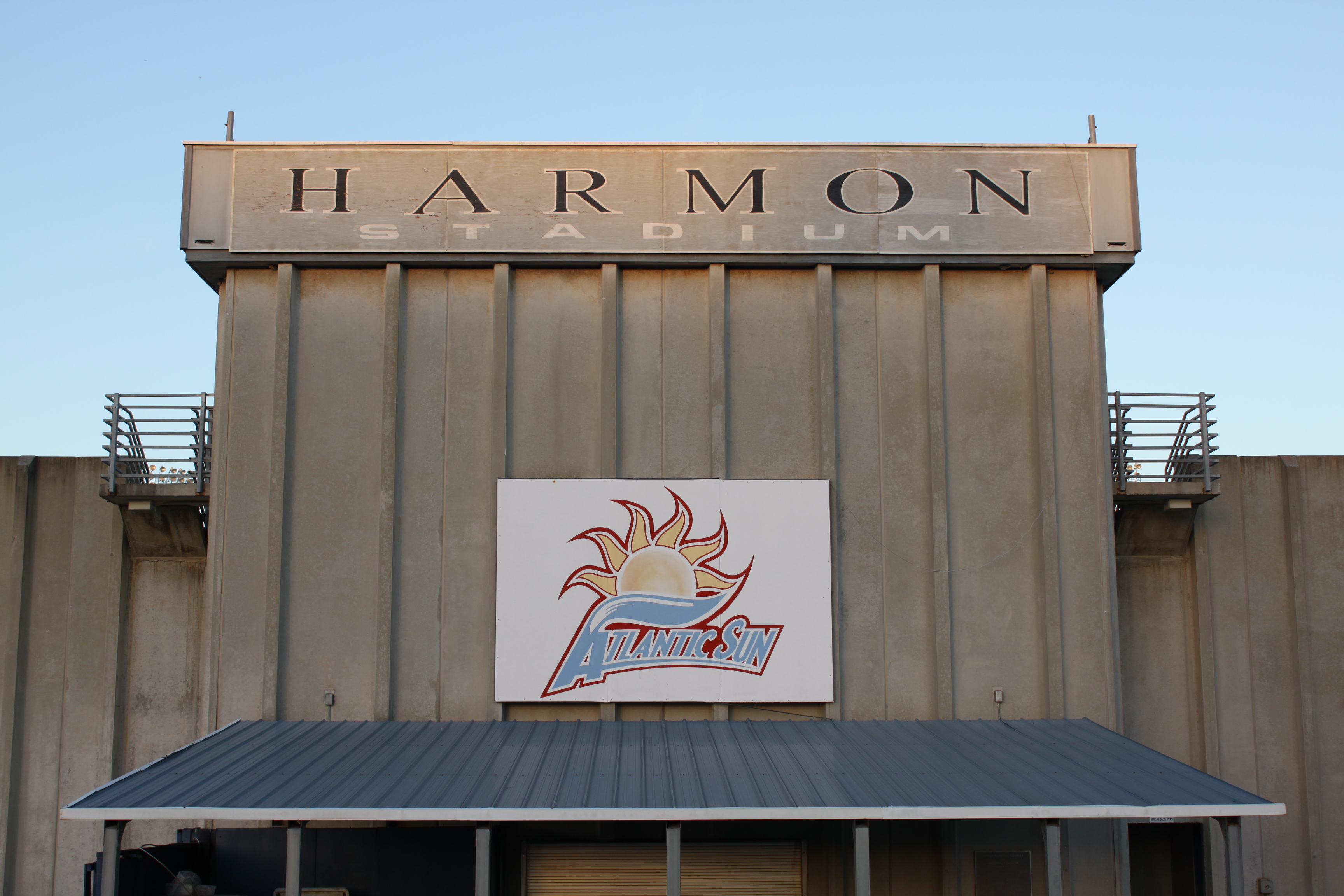
امام استاد هارمون  [لغات أخرى]‏
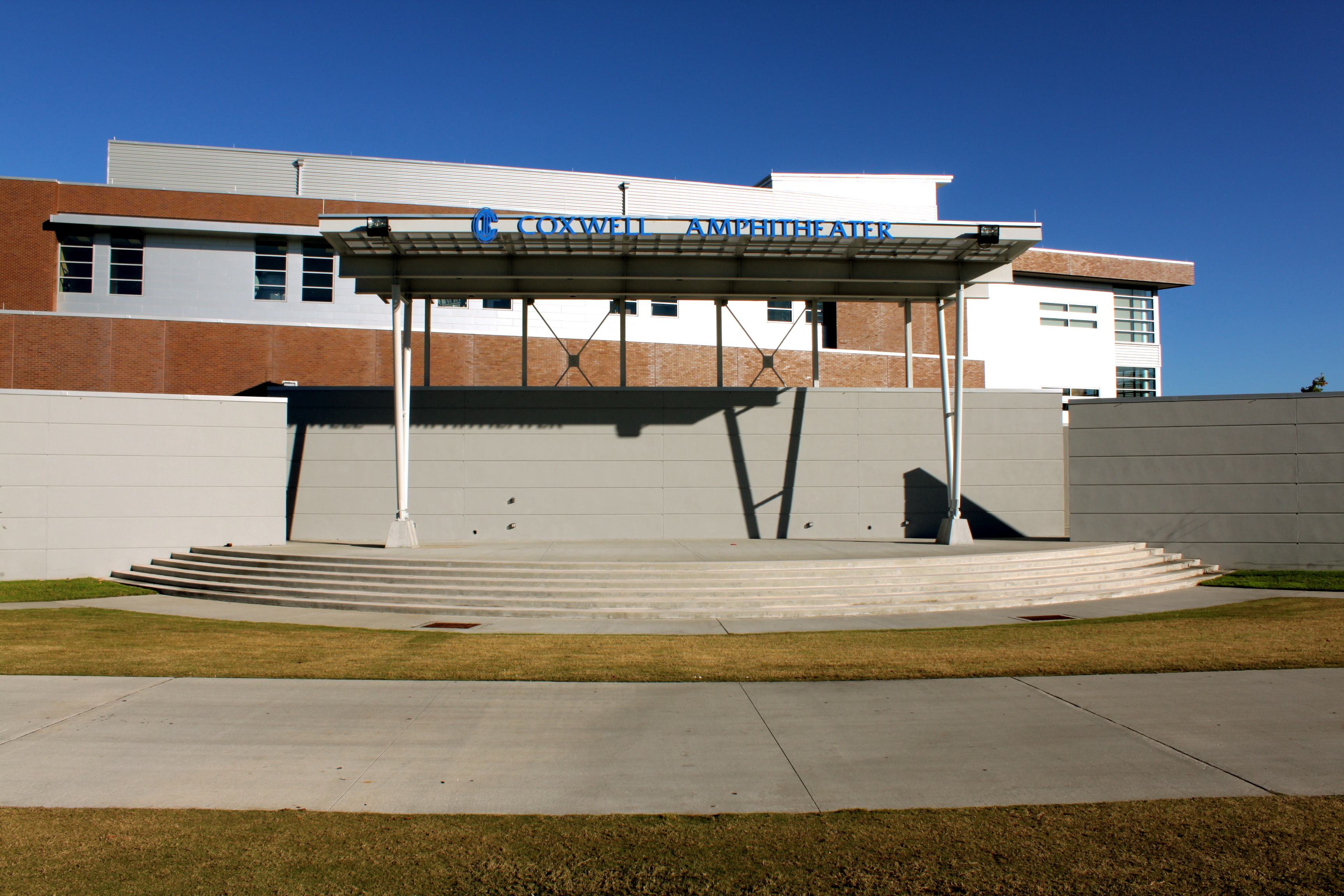
مدرج كوكسويل
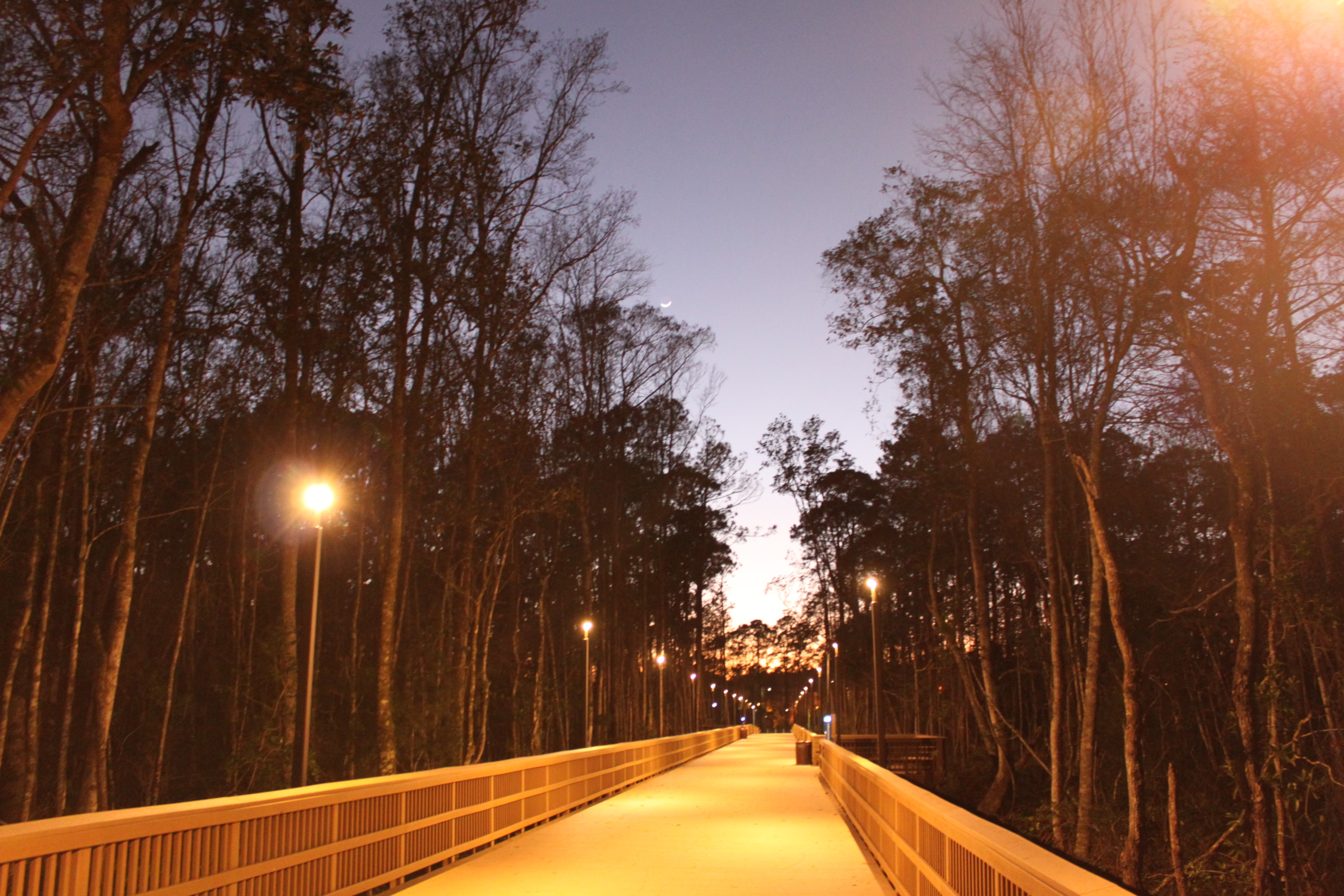
ممر نوافير أوسبري
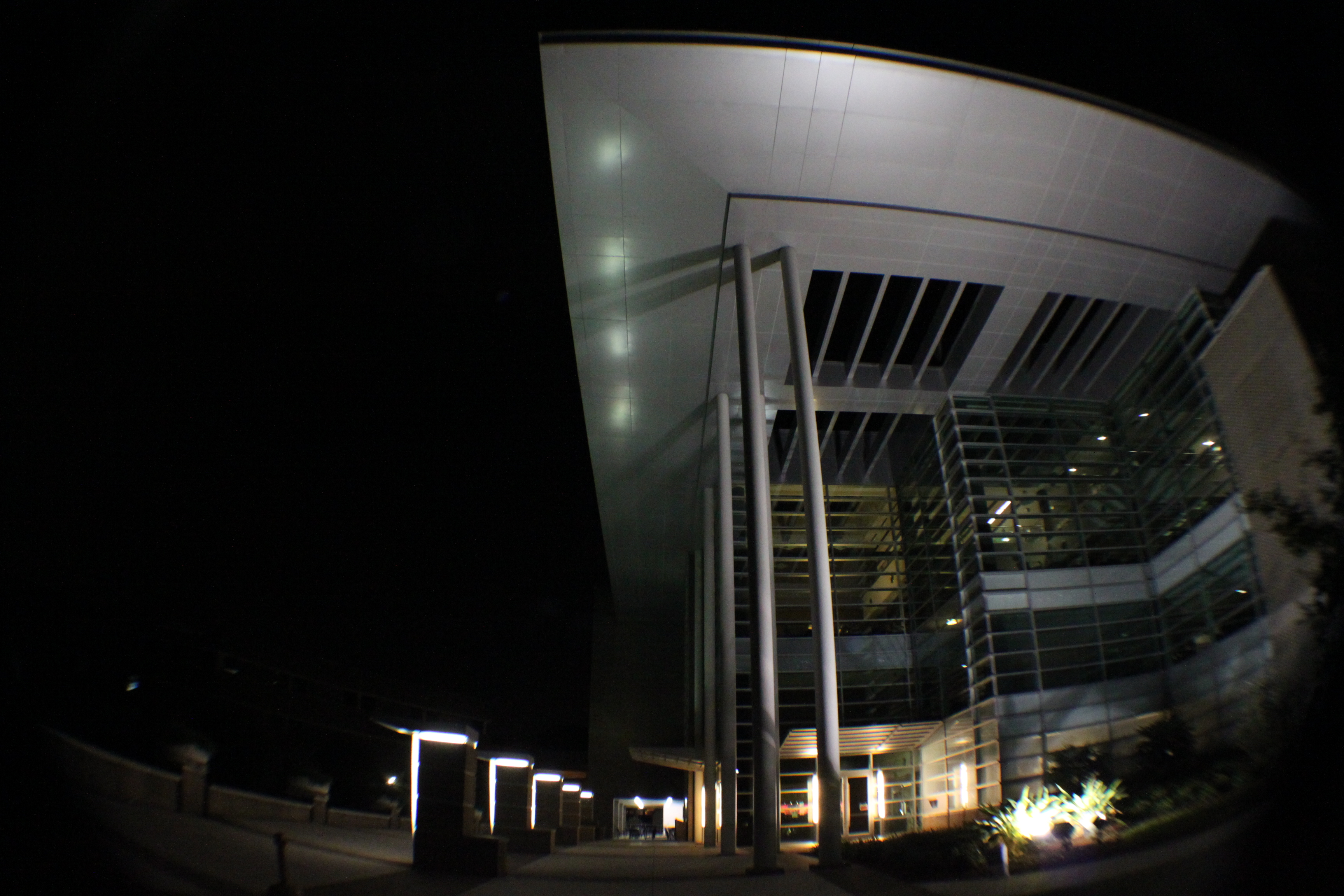
مكتبة توماس جي كاربنتر  [لغات أخرى]‏
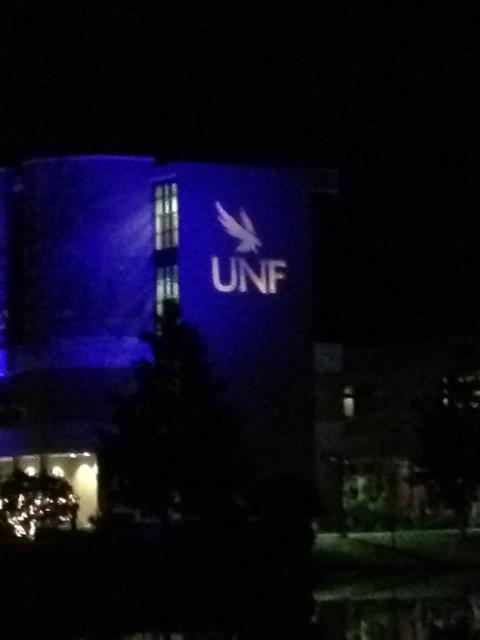
شعار مؤسسة الأمم المتحدة على قاعة بروكس براون

## روابط خارجية
- الموقع الرسمي